# Liste der Kulturdenkmale in Lößnig
Die Liste der Kulturdenkmale in Lößnig enthält die Kulturdenkmale des Leipziger Stadt- und Ortsteils Lößnig, die in der Denkmalliste vom Landesamt für Denkmalpflege Sachsen mit Stand 2017 erfasst wurden.

## Legende
- Bild: Bild des Kulturdenkmals, ggf. zusätzlich mit einem Link zu weiteren Fotos des Kulturdenkmals im Medienarchiv Wikimedia Commons. Wenn man auf das Kamerasymbol klickt, können Fotos zu Kulturdenkmalen aus dieser Liste hochgeladen werden:
- Bezeichnung: Denkmalgeschützte Objekte und ggf. Bauwerksname des Kulturdenkmals
- Lage: Straßenname und Hausnummer oder Flurstücknummer des Kulturdenkmals. Die Grundsortierung der Liste erfolgt nach dieser Adresse. Der Link (Karte) führt zu verschiedenen Kartendiensten mit der Position des Kulturdenkmals. Fehlt dieser Link, wurden die Koordinaten noch nicht eingetragen. Sind diese bekannt, können sie über ein Tool mit einer Kartenansicht einfach nachgetragen werden. In dieser Kartenansicht sind Kulturdenkmale ohne Koordinaten mit einem roten bzw. orangen Marker dargestellt und können durch Verschieben auf die richtige Position in der Karte mit Koordinaten versehen werden. Kulturdenkmale ohne Bild sind an einem blauen bzw. roten Marker erkennbar.
- Datierung: Baubeginn, Fertigstellung, Datum der Erstnennung oder grobe zeitliche Einordnung entsprechend des Eintrags in der sächsischen Denkmaldatenbank
- Beschreibung: Kurzcharakteristik des Kulturdenkmals entsprechend des Eintrags in der sächsischen Denkmaldatenbank, ggf. ergänzt durch die dort nur selten veröffentlichten Erfassungstexte oder zusätzliche Informationen
- ID: Vom Landesamt für Denkmalpflege Sachsen vergebene, das Kulturdenkmal eindeutig identifizierende Objekt-Nummer. Der Link führt zum PDF-Denkmaldokument des Landesamtes für Denkmalpflege Sachsen. Bei ehemaligen Kulturdenkmalen können die Objektnummern unbekannt sein und deshalb fehlen bzw. die Links von aus der Datenbank entfernten Objektnummern ins Leere führen. Ein ggf. vorhandenes Icon  führt zu den Angaben des Kulturdenkmals bei Wikidata.

## Liste der Kulturdenkmale in Lößnig
| Bild                                    | Bezeichnung | Lage                                                                         | Datierung | Beschreibung | ID       |
| --------------------------------------- | --- | ---------------------------------------------------------------------------- | --- | --- | -------- |
| Direkt Bild zu diesem Denkmal hochladen | Reliefwand »Lebensfreude« | Bornaische Straße (Karte)                                                    | um 1975 (Reliefplastik) | Bestandteil einer Freiflächengestaltung am Rand des Neubaugebietes am Stern, zwischen Kaufhalle und altem Pfarrhaus Lößnig, qualitätvolles und selten gewordenes Zeugnis künstlerischer Freiflächengestaltung in den 1970er Jahren, künstlerisch von Bedeutung | 09303775 |
| Direkt Bild zu diesem Denkmal hochladen | Handschwengelpumpe mit Brunnenschacht und Abdeckplatte | Bornaische Straße (Karte)                                                    | 1905 (Handschwengelpumpe) | in Höhe Raschwitzer Straße, gusseiserne Pumpe Typ Delphin, ortsgeschichtlich von Bedeutung Gusseiserne Handschwengelpumpe des Typs Delphin in Höhe der Raschwitzer Straße. Aufsatz und Schwengel fehlen. Um 1900. | 09296179 |
|                                         | Einzeldenkmal der Sachgesamtheit Siedlung Alt-Lößnig (Obj. 09299644, Bornaische Straße 97, 99, 101): Mietshaus in Ecklage | Bornaische Straße 97 (Karte)                                                 | um 1907/1912 (Mehrfamilienwohnhaus)                                                                                                 | mit Laden, Ziegel-Putz-Fassade, abgerundete Ecke, Ecktürmchen, Fachwerkgiebel, Teil der Wohnsiedlung Alt-Lößnig, baugeschichtlich und sozialgeschichtlich von Bedeutung | 09296567 |
| Weitere Bilder                          | Sachgesamtheit Siedlung Alt-Lößnig, mit den Einzeldenkmalen: Mietshäuser Bornaische Straße (Nr. 97 – Obj. 09296567, Nr. 99 – Obj. 09296568, Nr. 101 – Obj. 09296569), Ernst-Toller-Straße (Nr. 1, 3, 5 – Obj. 09296558, Nr. 7 – Obj. 09296559, Nr. 9 – Obj. 09296556, Nr. 10 – Obj. 09296551, Nr. 11 – Obj. 09296558, Nr. 12 – Obj. 09296552, Nr. 14, 16 – Obj. 09296553, Nr. 18, 20 – Obj. 09296554, Nr. 22, 24 – Obj. 09296555), Leisniger Straße (Nr. 1, 3, 3a – Obj. 09296031, Nr. 2 – Obj. 09296032, Nr. 4, 6 – Obj. 09296527, Nr. 5, 7, 9 – Obj. 09296528, Nr. 8 – Obj. 09296529, Nr. 10 – Obj. 09296661, Nr. 11 – Obj. 09296532, Nr. 12, 14 – Obj. 09296533, Nr. 13, 15 – Obj. 09296531, Nr. 16, 18 – Obj. 09296534, Nr. 17 – Obj. 09296530, Nr. 20 – Obj. 09296535), Liechtensteinstraße (Nr. 2 – Obj. 09296033, Nr. 4, 6, 8 – Obj. 09296029, Nr. 10 – Obj. 09296028, Nr. 12, 14, 16 – Obj. 09296027, Nr. 18 – Obj. 09296663), Lobstädter Straße (Nr. 1 – Obj. 09296539, Nr. 2 – Obj. 09296540, Nr. 3 – Obj. 09296538, Nr. 4, 6 – Obj. 09296541, Nr. 5, 7 – Obj. 09296537, Nr. 8, 10 – Obj. 09296536, Nr. 9 – Obj. 09296546, Nr. 11, 13 – Obj. 09296548, Nr. 12 – Obj. 09296542, Nr. 15 – Obj. 09296516, Nr. 16, 18, 20 – Obj. 09296544, Nr. 17, 19, 21, Nr. 22, 24 – Obj. 09296545, Nr. 23 – Obj. 09296550), Pohlentzstraße (Nr. 1 – Obj. 09296662, Nr. 2 – Obj. 09296523, Nr. 3, 5, 7 – Obj. 09296521, Nr. 4, 6, 8 – Obj. 09296524, Nr. 9, 11, 13 – Obj. 09296522, Nr. 10, 12 – Obj. 09296525, Nr. 14 – Obj. 09296526, Nr. 15, 17 – Obj. 09296520), Rembrandtplatz (Nr. 2, 4 – Obj. 09296561, Nr. 6 – Obj. 09296562), Rembrandtstraße (Nr. 25 – Obj. 09296034, Nr. 27 – Obj. 09296035, Nr. 28 – Obj. 09296559, Nr. 29 – Obj. 09296036, Nr. 31 – Obj. 09296037, Nr. 33, 35 – Obj. 09296038, Nr. 37 – Obj. 09296039, Nr. 39 – Obj. 09296039), Röthische Straße (Nr. 1 – Obj. 09296046, Nr. 2 – Obj. 09296045, Nr. 3, 5 – Obj. 09296047, Nr. 4, 6 – Obj. 09296044, Nr. 7, 9 – Obj. 09296048, Nr. 8 – Obj. 09296043, Nr. 10, 12 – Obj. 09296042, Nr. 1) | Bornaische Straße 97; 99; 101 (Karte)                                        | 1901–1913 (Siedlung) | bemerkenswerte Gesamtanlage der Wohnsiedlung Alt-Lößnig mit gleichgestalteten Wohnbauten, meist Putzbauten mit Ziegelgliederung und Fachwerkelementen, baugeschichtlich, ortsgeschichtlich und sozialgeschichtlich von Bedeutung | 09299644 |
|                                         | Einzeldenkmal der Sachgesamtheit Siedlung Alt-Lößnig (Obj. 09299644, Bornaische Straße 97, 99, 101): Mietshaus, mit seitlicher Einfriedung | Bornaische Straße 99 (Karte)                                                 | um 1907/1912 (Mehrfamilienwohnhaus)                                                                                                 | mit Laden, Ziegel-Putz-Fassade, Fachwerkgiebel, Ziegel-Einfriedung zum Hof, Teil der Wohnsiedlung Alt-Lößnig, baugeschichtlich und sozialgeschichtlich von Bedeutung | 09296568 |
|                                         | Einzeldenkmal der Sachgesamtheit Siedlung Alt-Lößnig (Obj. 09299644, Bornaische Straße 97, 99, 101): Mietshaus in Ecklage | Bornaische Straße 101 (Karte)                                                | um 1907/1912 (Mehrfamilienwohnhaus)                                                                                                 | mit Laden, Ziegel-Putz-Fassade, Eckturm, Fachwerkgiebel, Teil der Wohnsiedlung Alt-Lößnig, baugeschichtlich und sozialgeschichtlich von Bedeutung | 09296569 |
| Direkt Bild zu diesem Denkmal hochladen | Doppelmietshaus (mit Ernst-Toller-Straße 2) in Ecklage, mit Vorgarten an der Ernst-Toller-Straße | Bornaische Straße 103 (Karte)                                                | 1935–1936 (Doppelmietshaus) | Putzfassade, Eingänge mit Ziegelrahmung, bau- und stadtteilentwicklungsgeschichtliche Bedeutung Gemeinsam mit Ernst-Toller-Straße 2 entstand das Mietshaus 1935–1936 nach Entwürfen des Connewitzer Architekturbüros Artur Werner, Neudorfgasse 6. Bauherr war Hedwig Werner (ebenfalls Neudorfgasse 6), Statik durch die Fa. Karl Mehner, Fabrik für Eisenbau. Im September 1941 wurde durch den örtlichen Luftschutzleiter beabsichtigt, im Keller eine Polizei-Revier-Befehlsstelle behelfsmässig im Haus einzubauen. 1998 Erteilung der Baugenehmigung zur denkmalgerechten Instandsetzung und Modernisierung durch die LWB nach Projekt aus dem Ing.-Büro R. Gehring. Das als steuerbefreiter Kleinwohnungsbau anerkannte Gebäude mit einfacher Putzfassade über Klinkersockel, Vorgarten an der Ernst-Toller-Straße. LfD/2007 | 09299391 |
| Direkt Bild zu diesem Denkmal hochladen | Mietshaus in geschlossener Bebauung | Bornaische Straße 105 (Karte)                                                | 1913 (Mietshaus) | mit Läden, Putzfassade, Reformstil-Architektur, baugeschichtlich von Bedeutung Auf ehemals städtischem Areal wurde das Wohn- und Geschäftshaus 1913 im Auftrag des Lößnigers Richard Putzenhardt (Zimmerei-Geschäft und Nutzholz-Handlung Raschwitzer Straße) durch Otto Reinhardt aus Cröbern errichtet. Pläne hierfür zeichnete der Connewitzer Baumeister Arthur Riehl mit deutlichen Bezügen zur Reformstilarchitektur. Der dreigeschossige Bau mit axialsymmetrischem Fassadenaufbau, einer repräsentativen Erdgeschosszone mit vier Läden und mächtigem vierachsigen Dachhaus. Putzlisenen mit Dekorabschluss fassen die mittleren vier Achsen und die beiden Obergeschosse zusammen. 1921 und 1925 Einbau jeweils einer weiteren Dachwohnung. Die Ausstattung 7/2007 noch komplett erhalten, u. a. Wandfliesen und Stucktonne im Eingangsbereich sowie Treppenhaus. Baugeschichtlich in Nähe des alten Lößniger Ortskerns von Bedeutung. LfD/2011 | 09299429 |
| Weitere Bilder                          | Elektrizitätswerk (Anschriften: Bornaische Straße 120 und Raschwitzer Straße 10) mit Maschinenhaus, Kesselhaus einschließlich Kesselhausanbauten und Ausstattung, zwei Schornsteinstümpfen, Kohlenlagerhalle mit Brückenkran, Magazingebäude und Verwaltungsgebäude mit Garten, Schalt- und Umspannhaus einschließlich Ausstattung und Verbindungsbrücke zum Maschinenhaus, Verwaltungsgebäude einschließlich Ausstattung, Vorgarten nebst Pflaster (Nebenanlage) und Einfriedung (Raschwitzer Straße 10), Bahninstandhaltungsgebäude und Stützmauer des Bahndamms, Pförtnerhaus, Einfriedungen mit Toreinfahrt, Pflasterung einschließlich Schienenresten | Bornaische Straße 120 (Karte)                                                | 1908–1910 (Kohlekraftwerk), 1908–1910 (Kesselhaus), 1908–1910 (Maschinenhaus), um 1925 (Kesselhausanbau), um 1930 (Kesselhausanbau) | bedeutende Zeugnisse aus der Anfangszeit der Leipziger Elektrizitätsversorgung, Maschinenhaus nach einem Brand 1963 nur noch in Teilen erhalten (Schalthausanbau), zusammen mit den sechs im Stadtgebiet erhaltenen Unterwerken die zweite Ausbaustufe der städtischen Stromerzeugungs- und -verteilungsanlagen dokumentierend, Kohlenlagerhalle sowie Kesselhaus mit zwei Schornsteinstümpfen dabei auf die Braunkohlenverstromung am Standort hinweisend, bauzeitliche Reste des Maschinenhauses sowie Kesselhaus samt Anbauten in gelber Klinkerbauweise mit Rundbogen- und Thermenfenstern, Schmuckfriesen und Turmaufsätzen, ebenso die Kohlenlagerhalle, Magazin- und Verwaltungsgebäude an der Mühlpleiße im Landhausstil, Kraftwerkskomplex von großer stadtgeschichtlicher, technikgeschichtlicher und baugeschichtlicher Bedeutung, im Kesselhaus erhaltene Teile der bauzeitlichen Kesselanlagen darüber hinaus von Seltenheitswert Nachdem das 1895 in Betrieb genommene städtische Kohlekraftwerk Nord an der Eutritzscher Straße bereits kurz nach der Jahrhundertwende dem steigenden Strombedarf in Leipzig nicht mehr gerecht werden konnte, entstand zwischen 1908 und 1910 auf dem Gelände der ehemaligen Lößniger Gutsziegelei das sogenannte Südwerk. Dem aufgrund des eigenen Bahnanschlusses, der einfachen Kessel- und Kühlwasserentnahme aus der vorbeifließenden Mühlpleiße sowie günstiger Braunkohleversorgung aus dem nahegelegenen Tiefbauschacht Dölitz strategisch günstig gelegenen neuen Hauptwerk waren sechs über das Stadtgebiet verteilte Unterwerke (u. a. Ecksteinstraße 40/Bornaische Straße 53 und Schenkendorfstraße 30/32) zugeordnet, die den erzeugten Strom an die Endverbraucher verteilten. Wesentliche Teile der bis heute erhaltenen baulichen und technischen Anlagen gehören dabei zum Erstbestand des nach Plänen des bekannten Leipziger Architekturbüros Händel & Franke errichteten Kraftwerkskomplexes, darunter Maschinenhaus, Kesselhaus, Kohlenlagerhalle, Magazingebäude, ein Verwaltungsgebäude, eine Zählerwerkstatt und ein Pförtnerhaus. Die Fläche zwischen Maschinenhaus und Bornaischer Straße war für spätere bauliche Erweiterungen vorgesehen und zwischenzeitlich mit Rasenflächen und Anpflanzungen gestaltet (heute verbaut). Zwischen Magazin- und Verwaltungsgebäude sowie Mühlpleiße entstand eine Gartenanlage. In der Folgezeit wurde das Kraftwerk aufgrund der kontinuierlichen Erweiterung bzw. Umgestaltung der technischen Anlagen um ein Schalt- und Umspannhaus (1919/1920, mit Verbindungsbrücke zum Maschinenhaus, um 1935 erweitert), eine Zentralkohlenmahl- und Trocknungsanlage (1925–1927, heute Bildungszentrum) sowie ein weiteres Verwaltungsgebäude mit großzügiger Schaltwarte (1940) ergänzt. Der bauzeitliche Schornstein am Südgiebel des Kesselhauses sowie ein weiterer, bereits 1912–1913 dort ergänzter Schornstein wurden in den 1940er-Jahren oder wenig später Zeiten abgebrochen, seither versahen zwei größere Schlote, ein 1926/1927 am Nordgiebel sowie ein 1942 in der Mitte des Kesselhauses aufgemauerter Schornstein, die Ableitung der Rauchgase. Ab 1958 folgte eine Umrüstung des Elektrizitätswerks, seit 1949 (bis 1990) als Kraftwerk „Ernst Thälmann“ bezeichnet, zum Heizkraftwerk. 1963 wurde das Maschinenhaus durch einen Brand zum Teil zerstört, noch im selben Jahr aber eine neue Maschinenhalle unter Einbezug alter Substanz fertiggestellt und der Kraftwerksbetrieb erneut aufgenommen. Nach 1990 begann die Umrüstung auf erdgasbefeuerte Dampferzeuger, die braunkohlenbefeuerten Anlagen wurden 1996 stillgelegt und zum Teil beseitigt (z. B. 1998/1999 Teilabbruch der Schornsteine sowie Abbruch der über die Bahnschienen geführten Kohlenförderanlage zwischen Kohlenlagerhalle und Kesselhaus). Seit der Einstellung der Strom- und Fernwärmeerzeugung am Standort 1998 dient das ehemalige Kraftwerk nur noch der Einspeisung von Fernwärme aus dem Kraftwerk Lippendorf. In ihrer Formensprache beeindruckend sind die für den Betrieb des Kraftwerks zentralen Gebäude: Der Schalthausanbau des bauzeitlichen Maschinenhauses am Südgiebel der Maschinenhalle von 1963, das baulich anschließende Kesselhaus sowie die großzügige Kohlenlagerhalle auf der anderen Seite des Bahndammes zeigen sich als beeindruckende Massivbauten aus gelben Klinkern, die Fassaden werden u. a. durch farbige Ziegelschmuckfriese, große Rundbogenfenster und Türmchenaufsätze geprägt. Der Südgiebel des Kessel- und Maschinenhausblocks (insbesondere der Schalthausanbau) ist dabei aufgrund der imposanten Thermenfensterarchitektur hervorzuheben. Trotz aller Veränderungen sind die einstigen Funktionsbereiche des Kraftwerks bis heute klar erkennbar, so dass der Standort für sich ein bedeutendes Zeugnis der Braunkohlenverstromung darstellt. Im Inneren blieben u. a. wertvolle Teile der bauzeitlichen Kesselanlage, eine DDR-zeitliche Schaltwarte sowie zugehörige Schaltanlagen erhalten und stärken den besonderen technikgeschichtlichen Wert des Ensembles. Zusammen mit weiteren in Leipzig überlieferten Haupt- und Unterwerken dokumentiert das ehem. Südwerk außerdem einen Teil des zur Stromverteilung im Stadtgebiet notwendigen Verteilernetzes und begründet damit auch einen stadt- und versorgungsgeschichtlichen Wert. LfD/2019 | 09296519 |
| Direkt Bild zu diesem Denkmal hochladen | Eisenbahnbrücke | Bornaische Straße 120 (bei) (Karte)                                          | 1852/53 (Eisenbahnbrücke) | vierbogiges Brückenbauwerk über die Mühlpleiße, eine Werksstraße des ehem. Städtischen Elektrizitätswerks Süd (heute Stadtwerke Leipzig, Bornaische Str. 120), Eisenbahnstrecke Leipzig–Hof (6362, 6377, sä. LH), Natursteinbogenbrücke mit vier Öffnungen, baugeschichtlich und eisenbahngeschichtlich von Bedeutung | 09306837 |
|                                         | Pfarr- und Kirchgemeindehaus, ehemalige Schule, mit Vorgarten | Bornaische Straße 121 (Karte)                                                | 1888 (Pfarrhaus) | frei stehender Bau, Putzfassade, ortsgeschichtlich von Bedeutung Ehemalige Lößniger Schule, 1888 nach Abriss der alten Schule (1818, auf dem gegenüberliegenden heutigen Grundstück Nummer 132) erbaut und bis 1904 genutzt. 1915 Umbau zum Pfarr- und Gemeindehaus und Unterteilung des früheren fünffenstrigen Klassenzimmers rechts neben dem Eingang. Die schlichte Fassade mit Segmentbogenfenstern unverändert. | 09296071 |
|                                         | Mietshaus in halboffener Bebauung und Hofgebäude | Bornaische Straße 132 (Karte)                                                | 1889–1890 (Mietshaus) | mit Läden, historisierende Putzfassade, baugeschichtlich von Bedeutung Auf dem Grundstück befand sich ehemals die alte Lößniger Schule, die 1871 einen Anbau erhielt. Im Dezember 1889 stellte Maurerpolier Adolph Berger den Bauantrag für ein Wohnhaus und Seitengebäude mit Waschhaus, Fertigstellung im Folgejahr. Der wirkungsvolle neunachsige Bau mit gegliederter Putzfassade und nur wenig gründerzeitlichem Stuckdekor, wobei linksseitig die beiden äußeren Achsen zusammengefasst sind und den ehemals einzigen Laden betonen. Rechts befand sich ursprünglich eine Tordurchfahrt, die 1922 unter dem im Haus wohnenden Buchdrucker Friedrich Paul Zschiesche zu einem zweiten Geschäft und Wohnräumen umgebaut wurde – seither ein schmaler Hauszugang direkt von der Bornaischen Straße her. LfD/2007 | 09301005 |
| Direkt Bild zu diesem Denkmal hochladen | Villa mit Villengarten | Bornaische Straße 138 (Karte)                                                | 1902–1908 (Villa) | Gebäude in Form eines barocken Gutshauses, Reformstil-Architektur, baugeschichtlich und ortsgeschichtlich von Bedeutung | 09296064 |
| Weitere Bilder                          | Einzeldenkmal der Sachgesamtheit Städtische Wohnanlage »Rundling« (Obj. 09296605, Siegfriedplatz 1–16): Mietshauszeile in offener Bebauung | Brunhildstraße 1; 3; 5 (Karte)                                               | 1929–1930 (Mehrfamilienwohnhaus) | mit Ladenzone, dreigeschossiges Mietshaus (Nummer 5) mit niedrigerer Ladentrakt (Nummer 1–3), Pendant zu Dürrstraße 69–73, Teil der Nibelungensiedlung, nüchterne Putzfassade, Flachdach, bemerkenswerte Wohnanlage im Stil der Moderne, Architekt: Stadtbaurat Hubert Ritter, baugeschichtlich, städtebaulich und künstlerisch von Bedeutung | 09296621 |
| Weitere Bilder                          | Einzeldenkmal der Sachgesamtheit Städtische Wohnanlage »Rundling« (Obj. 09296605, Siegfriedplatz 1–16): Mietshauszeile in offener Bebauung und Ladenvorbau | Brunhildstraße 2; 4 (Karte)                                                  | 1929–1930 (Mehrfamilienwohnhaus) | interessanter Bäckerei-Ladenvorbau, Teil der Nibelungensiedlung, nüchterne Putzfassade, Flachdach, bemerkenswerte Wohnanlage im Stil der Moderne, Architekt: Stadtbaurat Hubert Ritter, baugeschichtlich, städtebaulich und künstlerisch von Bedeutung | 09296620 |
|                                         | Mietshauszeile (mit vier Eingängen) in offener Bebauung, mit Vorgarten | Dürrstraße 53; 55; 57; 59 (Karte)                                            | 1928–1929 (Mietshaus) | zeittypische Putz-Klinker-Fassade, baugeschichtlich von Bedeutung Nummer 53/55/57/59 und Nummer 61/63/65/67: Die beiden Wohngruppen IV und V der die Siedlung Alt-Lößnig umschließenden Randbebauung an Dürr- und Liechtensteinstraße entstanden 1928–1929 als Typenbauten des städtischen Wohnungsbauprogramms nach Plänen von Stadtbaurat Hubert Ritter. Die aus jeweils vier Häusern bestehenden, auf im Verhältnis zum Straßenraum erhöhtem Gelände errichteten dreigeschossigen Baublöcke als verputzte Ziegelbauten mit Klinkersockel, farbigem Edelputz, breiter Rohziegelbänderung und Walmdach. In den Geschossen der einzelnen Häuser jeweils zwei Typenwohnungen des Bauprogramms 1928, in den äußeren Häusern zwei Dreizimmerwohnungen (Typ II) mit 61,5, in den mittleren zwei Vierzimmerwohnungen (Typ III) mit 74,5 m² Wohnfläche, jeweils mit Küche und Bad. Die Küchenaustritte sind als Loggien in die Fassaden integriert, bei Wohnungstyp II an der Rück-, bei Typ III an der Vorderseite. Vor den Gruppen zu den Straßen abfallende Vorgärten mit Einfassungen durch Ziegelmauern. | 09296702 |
|                                         | Mietshauszeile (mit vier Eingängen) in offener Bebauung, mit Vorgarten | Dürrstraße 61; 63; 65; 67 (Karte)                                            | 1928–1929 (Mietshaus) | zeittypische Putz-Klinker-Fassade, baugeschichtlich von Bedeutung Nummer 53/55/57/59 und Nummer 61/63/65/67: Die beiden Wohngruppen IV und V der die Siedlung Alt-Lößnig umschließenden Randbebauung an Dürr- und Liechtensteinstraße entstanden 1928–1929 als Typenbauten des städtischen Wohnungsbauprogramms nach Plänen von Stadtbaurat Hubert Ritter. Die aus jeweils vier Häusern bestehenden, auf im Verhältnis zum Straßenraum erhöhtem Gelände errichteten dreigeschossigen Baublöcke als verputzte Ziegelbauten mit Klinkersockel, farbigem Edelputz, breiter Rohziegelbänderung und Walmdach. In den Geschossen der einzelnen Häuser jeweils zwei Typenwohnungen des Bauprogramms 1928, in den äußeren Häusern zwei Dreizimmerwohnungen (Typ II) mit 61,5, in den mittleren zwei Vierzimmerwohnungen (Typ III) mit 74,5 m² Wohnfläche, jeweils mit Küche und Bad. Die Küchenaustritte sind als Loggien in die Fassaden integriert, bei Wohnungstyp II an der Rück-, bei Typ III an der Vorderseite. Vor den Gruppen zu den Straßen abfallende Vorgärten mit Einfassungen durch Ziegelmauern. | 09296706 |
| Weitere Bilder                          | Einzeldenkmal der Sachgesamtheit Städtische Wohnanlage »Rundling« (Obj. 09296605, Siegfriedplatz 1–16): Mietshauszeile in offener Bebauung | Dürrstraße 71; 73 (Karte)                                                    | 1929–1930 (Mehrfamilienwohnhaus) | mit Ladenzone, kriegszerstörtes dreigeschossiges Mietshaus (Nummer 69) rekonstruiert, niedrigerer Ladentrakt (Nummer 71–73), Pendant zu Brunhildstraße 1–5, Teil der Nibelungensiedlung, nüchterne Putzfassade, Flachdach, bemerkenswerte Wohnanlage im Stil der Moderne, Architekt: Stadtbaurat Hubert Ritter, baugeschichtlich, städtebaulich und künstlerisch von Bedeutung | 09296622 |
| Weitere Bilder                          | Einzeldenkmal der Sachgesamtheit Siedlung Alt-Lößnig (Obj. 09299644, Bornaische Straße 97, 99, 101): Dreifachmietshaus | Ernst-Toller-Straße 1; 3; 5 (Karte)                                          | um 1903/1910 (Mehrfamilienwohnhaus)                                                                                                 | freistehend, Fassade mit halbrunden Risaliten, Fachwerkgiebel, Teil der Wohnsiedlung Alt-Lößnig, baugeschichtlich und sozialgeschichtlich von Bedeutung | 09296558 |
| Weitere Bilder                          | Doppelmietshaus (mit Bornaische Straße 103) in halboffener Bebauung, mit Vorgarten | Ernst-Toller-Straße 2 (Karte)                                                | 1935–1936, Hälfte eines Doppelmietshauses (Doppelmietshaus)                                                                         | Putzfassade, Eingang mit Ziegelrahmung, bau- und stadtteilentwicklungsgeschichtliche Bedeutung Gemeinsam mit dem Haus Bornaische Straße 103 entstand das Mietshaus 1935–1936 in der damaligen Colloredostraße nach Entwurf des Connewitzer Architekten Artur Werner, Neudorfgasse 6. Bauherr war die R. Paatzsch Treuhandgesellschaft mbH Leipzig am Johannisplatz, Statik durch die Fa. Karl Mehner, Fabrik für Eisenbau. 1998 Erteilung der Baugenehmigung zur denkmalgerechten Instandsetzung und Modernisierung durch die LWB nach Projekt aus dem Ing.-Büro R. Gehring. Das als steuerbefreiter Kleinwohnungsbau anerkannte Gebäude mit einfacher Putzfassade über Klinkersockel, Vorgarten sowie zwei Garagen im Kellergeschoss an der Giebelseite. LfD/2007 | 09299387 |
| Weitere Bilder                          | Einzeldenkmal der Sachgesamtheit Siedlung Alt-Lößnig (Obj. 09299644, Bornaische Straße 97, 99, 101): Doppelmietshaus (Ernst-Toller-Straße 7 und Rembrandtstraße 28) in Ecklage | Ernst-Toller-Straße 7 (Karte)                                                | um 1903/1910 (Mehrfamilienwohnhaus)                                                                                                 | mit zwei seitlichen Ladenanbauten, abgerundete Ecke, niedrige Türmchen, Fachwerkgiebel, Teil der Wohnsiedlung Alt-Lößnig, baugeschichtlich und sozialgeschichtlich von Bedeutung | 09296559 |
| Weitere Bilder                          | Einzeldenkmal der Sachgesamtheit Siedlung Alt-Lößnig (Obj. 09299644, Bornaische Straße 97, 99, 101): Mietshaus in Ecklage | Ernst-Toller-Straße 9 (Karte)                                                | um 1903/1910 (Mehrfamilienwohnhaus)                                                                                                 | Risalit mit Fachwerk-Giebel, Balkons, Eckturm, Teil der Wohnsiedlung Alt-Lößnig, baugeschichtlich und sozialgeschichtlich von Bedeutung | 09296556 |
| Weitere Bilder                          | Einzeldenkmal der Sachgesamtheit Siedlung Alt-Lößnig (Obj. 09299644, Bornaische Straße 97, 99, 101): Mietshaus in Ecklage | Ernst-Toller-Straße 10 (Karte)                                               | um 1903/1910 (Mehrfamilienwohnhaus)                                                                                                 | hoher Eckturm zum Teil verschiefert, Seitengiebel mit Fachwerk, Balkons, Teil der Wohnsiedlung Alt-Lößnig, baugeschichtlich und sozialgeschichtlich von Bedeutung | 09296551 |
| Weitere Bilder                          | Einzeldenkmal der Sachgesamtheit Siedlung Alt-Lößnig (Obj. 09299644, Bornaische Straße 97, 99, 101): Mietshaus | Ernst-Toller-Straße 11 (Karte)                                               | um 1903/1910 (Mehrfamilienwohnhaus)                                                                                                 | Putz-Ziegel-Fassade, Teil der Wohnsiedlung Alt-Lößnig, baugeschichtlich und sozialgeschichtlich von Bedeutung | 09296557 |
| Weitere Bilder                          | Einzeldenkmal der Sachgesamtheit Siedlung Alt-Lößnig (Obj. 09299644, Bornaische Straße 97, 99, 101): Mietshaus in Ecklage | Ernst-Toller-Straße 12 (Karte)                                               | um 1903/1910 (Mehrfamilienwohnhaus)                                                                                                 | Mittelrisalit mit zwei Fachwerk-Giebeln und Holzbalkons, Teil der Wohnsiedlung Alt-Lößnig, baugeschichtlich und sozialgeschichtlich von Bedeutung | 09296552 |
| Weitere Bilder                          | Einzeldenkmal der Sachgesamtheit Siedlung Alt-Lößnig (Obj. 09299644, Bornaische Straße 97, 99, 101): Doppelmietshaus | Ernst-Toller-Straße 14; 16 (Karte)                                           | um 1903/1910 (Doppelwohnhaus) | Putz-Ziegel-Fassade, mehrere Fachwerk-Giebel, Balkons, Teil der Wohnsiedlung Alt-Lößnig, baugeschichtlich und sozialgeschichtlich von Bedeutung | 09296553 |
| Weitere Bilder                          | Einzeldenkmal der Sachgesamtheit Siedlung Alt-Lößnig (Obj. 09299644, Bornaische Straße 97, 99, 101): Doppelmietshaus | Ernst-Toller-Straße 18; 20 (Karte)                                           | um 1903/1910 (Doppelmietshaus) | zwei stark vorspringende Seitenrisalite mit Walmdächern, zwei Mittelrisalite mit doppelten Fachwerk-Giebeln und Balkons, Teil der Wohnsiedlung Alt-Lößnig, baugeschichtlich und sozialgeschichtlich von Bedeutung | 09296554 |
| Weitere Bilder                          | Einzeldenkmal der Sachgesamtheit Siedlung Alt-Lößnig (Obj. 09299644, Bornaische Straße 97, 99, 101): Doppelmietshaus | Ernst-Toller-Straße 22; 24 (Karte)                                           | um 1903/1910 (Mehrfamilienwohnhaus)                                                                                                 | zwei Ecktürme, Putz-Ziegel-Fassade, teilweise in Fachwerk, Teil der Wohnsiedlung Alt-Lößnig, baugeschichtlich und sozialgeschichtlich von Bedeutung | 09296555 |
| Direkt Bild zu diesem Denkmal hochladen | Mietshauszeile in offener Bebauung, mit Vorgarten | Etzelstraße 3; 5; 7; 9 (Karte)                                               | 1930–1931 (Mehrfamilienwohnhaus) | Ziegel-Putz-Fassade mit Ziegelsockel, Erweiterung der Nibelungen-Siedlung »Der Rundling«, Wohnanlage im Stil der Moderne, Architekt: Stadtbaurat Hubert Ritter, baugeschichtlich und städtebaulich von Bedeutung | 09296614 |
| Direkt Bild zu diesem Denkmal hochladen | Mietshauszeile in offener Bebauung, mit Vorgarten | Etzelstraße 11; 13; 15 (Karte)                                               | 1930–1931 (Mehrfamilienwohnhaus) | Ziegel-Putz-Fassade mit Ziegelsockel, Erweiterung der Nibelungen-Siedlung »Der Rundling«, Wohnanlage im Stil der Moderne, Architekt: Stadtbaurat Hubert Ritter, baugeschichtlich und städtebaulich von Bedeutung | 09296070 |
| Direkt Bild zu diesem Denkmal hochladen | Mietshauszeile in offener Bebauung, mit Vorgarten | Giselherstraße 1; 3; 5; 7; 9; 11; 13 (Karte)                                 | 1930–1931 (Mehrfamilienwohnhaus) | in leichter Terrassenstufung ansteigende, der Straßenerhebung folgende Mietshauszeile, nüchterne Putzfassade mit Ziegelsockel und Ziegelrahmung der Eingänge, Erweiterung der Nibelungen-Siedlung »Der Rundling«, Wohnanlage im Stil der Moderne, Architekt: Stadtbaudirektor Max Reimann, baugeschichtlich und städtebaulich von Bedeutung | 09296616 |
| Direkt Bild zu diesem Denkmal hochladen | Mietshauszeile in offener Bebauung, mit Vorgarten | Giselherstraße 2; 4; 6; 8; 10; 12; 14 (Karte)                                | 1930–1931 (Mehrfamilienwohnhaus) | in leichter Terrassenstufung ansteigende, der Straßenerhebung folgende Mietshauszeile, nüchterne Putzfassade mit Ziegelsockel und Ziegelrahmung der Eingänge, Erweiterung der Nibelungen-Siedlung »Der Rundling«, Wohnanlage im Stil der Moderne, Architekt: Stadtbaudirektor Max Reimann, baugeschichtlich und städtebaulich von Bedeutung | 09296066 |
| Direkt Bild zu diesem Denkmal hochladen | Mietshauszeile in offener Bebauung, mit Vorgarten | Giselherstraße 15; 17 (Karte)                                                | 1930–1931 (Mehrfamilienwohnhaus) | nüchterne Putzfassade mit Ziegelsockel und Ziegelrahmung der Eingänge, Erweiterung der Nibelungen-Siedlung »Der Rundling«, Wohnanlage im Stil der Moderne, Architekt: Stadtbaudirektor Max Reimann, baugeschichtlich und städtebaulich von Bedeutung | 09296615 |
| Direkt Bild zu diesem Denkmal hochladen | Mietshauszeile in offener Bebauung, mit Vorgarten | Gudrunstraße 32; 34 (Karte)                                                  | 1930–1931 (Mehrfamilienwohnhaus) | nüchterne Putzfassade mit Ziegelsockel und Ziegelrahmung der Eingänge, Teil der Erweiterung der Nibelungensiedlung »Der Rundling«, Wohnanlage im Stil der Moderne, Architekt: Stadtbaudirektor Max Reimann, baugeschichtlich und städtebaulich von Bedeutung | 09296067 |
| Direkt Bild zu diesem Denkmal hochladen | Mietshauszeile in offener Bebauung, mit Vorgarten | Gudrunstraße 41; 43 (Karte)                                                  | 1930–1931 (Mehrfamilienwohnhaus) | nüchterne Putzfassade mit Ziegelsockel und Ziegelrahmung der Eingänge, Erweiterung der Nibelungen-Siedlung »Der Rundling«, Wohnanlage im Stil der Moderne, Architekt: Stadtbaudirektor Max Reimann, baugeschichtlich und städtebaulich von Bedeutung | 09296617 |
| Direkt Bild zu diesem Denkmal hochladen | Relief »Peter entdeckt die Welt« in farbigen keramischen Kacheln im Eingangsbereich eines Kindergartens | Hans-Otto-Straße 2b (Karte)                                                  | bezeichnet 1973 (Relief) | ehemals an einer kombinierten Kindertagesstätte des Wohnkomplexes Leipzig-Lößnig, Zeugnis des Schaffens von Gerald Müller-Simon, künstlerischer Wert | 09306335 |
| Weitere Bilder                          | Villa (Nr. 12) mit Anbau (Nr. 11, ehemals Nebengebäude) und Garten | Im Limburgerpark 11; 12 (Karte)                                              | 1890–1891 (Villa) | Putzfassade mit Fachwerk, im Landhausstil, Villa malerischer Bau am Pleißemühlgraben, Anbau ehemals Lagergebäude einer Papierfabrik, baugeschichtlich und ortsgeschichtlich von Bedeutung Zwei Villen, 1890 und 1891 nach Plänen von Carl Weichardt auf dem Areal der ehemaligen Rittergutsmühle und späteren Papierfabrik für Mitglieder der Familie Limburger errichtet. Beide sind ausgesprochen malerische Bauten, die sich mit vielfach durchgliederten Baukörpern in die damals idyllische Landschaft am Ufer des Flüsschens einfügten. Haus Raschwitzer Straße 15b (für Julius Limburger) greift mit überdachter Außentreppe, Galerie, Altan, Erkern und Turm mit spitzer Haube (abgetragen) „altdeutsche“ Bauformen auf. Dazu gehörte auch der wappengeschmückte Festsaal im Erdgeschoss, als einstiges Lagergebäude der Papierfabrik mit in den Villenbau integriert. Die Villa Im Limburgerpark 11/12 für Clothilde Tauchnitz, geb. Limburger, offenbart in Dachform und Baugruppierung das Vorbild englischer Landhäuser. Hier erschließt eine durch alle Geschosse gehende ovale Halle mit umlaufenden, von romanisierenden Säulenstellungen getragener Galerie alle Räume. Auch hier gibt es einen „mittelalterlichen“ Treppenturm mit Wendeltreppe. Die Wirtschaftsräume befanden sich im aufgesockelten Souterrain. Trotz der späteren Umnutzung (seit 1950er Jahren Internat der Ingenieurschule für Bauwesen) ist die Innenausstattung dieser Villa zu großen Teilen erhalten. Die Parkanlage jedoch ist durch spätere Neubauten dieser Schule zerstört. Ein ovaler Swimmingpool stammt aus dem Jahre 1927. | 09301059 |
| Direkt Bild zu diesem Denkmal hochladen | Mietshauszeile in offener Bebauung, mit Vorgarten | Kriemhildstraße 1; 3; 5; 7; 9; 11; 13 (Karte)                                | 1930–1931 (Mehrfamilienwohnhaus) | nüchterne Putzfassade mit Ziegelsockel und abgestufter Ziegelrahmung der Eingänge, in leichter Terrassenstufung ansteigende, der Straßenerhebung folgende Hauszeile, Erweiterung der Nibelungen-Siedlung »Der Rundling«, Wohnanlage im Stil der Moderne, Architekt: Stadtbaudirektor Max Reimann, baugeschichtlich und städtebaulich von Bedeutung | 09296619 |
| Direkt Bild zu diesem Denkmal hochladen | Mietshauszeile in offener Bebauung, mit Vorgarten | Kriemhildstraße 2; 4; 6; 8; 10; 12; 14 (Karte)                               | 1930–1931 (Mehrfamilienwohnhaus) | Putzfassade mit Ziegelsockel und abgestufter Ziegelrahmung der Eingänge, in leichter Terrassenstufung ansteigende, der Straßenerhebung folgende Hauszeile, Erweiterung der Nibelungensiedlung »Der Rundling«, Wohnanlage im Stil der Moderne, Architekt: Stadtbaudirektor Max Reimann, baugeschichtlich und städtebaulich von Bedeutung | 09296069 |
| Weitere Bilder                          | Einzeldenkmal der Sachgesamtheit Siedlung Alt-Lößnig (Obj. 09299644, Bornaische Straße 97, 99, 101): Dreifachmietshaus in Ecklage | Leisniger Straße 1; 3; 3a (Karte)                                            | 1904 (Mehrfamilienwohnhaus) | ornamental dekorierte Ziegel-Putz-Fassade mit Bruchsteinsockel, zwei Ecktürme, Teil der Wohnsiedlung Alt-Lößnig, baugeschichtlich und sozialgeschichtlich von Bedeutung | 09296031 |
| Weitere Bilder                          | Einzeldenkmal der Sachgesamtheit Siedlung Alt-Lößnig (Obj. 09299644, Bornaische Straße 97, 99, 101): Mietshaus in Ecklage | Leisniger Straße 2 (Karte)                                                   | 1903–1904 (Mehrfamilienwohnhaus) | ornamental dekorierte Ziegel-Putz-Fassade mit Bruchsteinsockel, Balkons, Teil der Wohnsiedlung Alt-Lößnig, baugeschichtlich und sozialgeschichtlich von Bedeutung | 09296032 |
| Weitere Bilder                          | Einzeldenkmal der Sachgesamtheit Siedlung Alt-Lößnig (Obj. 09299644, Bornaische Straße 97, 99, 101): Doppelmietshaus | Leisniger Straße 4; 6 (Karte)                                                | 1903–1904 (Doppelmietshaus) | Ziegel-Putz-Fassade, zwei Risalite mit Fachwerk-Giebeln, Teil der Wohnsiedlung Alt-Lößnig, baugeschichtlich und sozialgeschichtlich von Bedeutung | 09296527 |
| Weitere Bilder                          | Einzeldenkmal der Sachgesamtheit Siedlung Alt-Lößnig (Obj. 09299644, Bornaische Straße 97, 99, 101): Dreifachmietshaus | Leisniger Straße 5; 7; 9 (Karte)                                             | 1909 (Mehrfamilienwohnhaus) | flache Seitenrisalite mit Dachaufbauten, dekorativ gestaltete Ziegel-Putz-Fassade, Balkons, Teil der Wohnsiedlung Alt-Lößnig, baugeschichtlich und sozialgeschichtlich von Bedeutung | 09296528 |
| Weitere Bilder                          | Einzeldenkmal der Sachgesamtheit Siedlung Alt-Lößnig (Obj. 09299644, Bornaische Straße 97, 99, 101): Mietshaus in Ecklage | Leisniger Straße 8 (Karte)                                                   | 1903–1904 (Mehrfamilienwohnhaus) | Ziegel-Putz-Fassade in dekorativer Gestaltung, Fachwerkgiebel, Teil der Wohnsiedlung Alt-Lößnig, baugeschichtlich und sozialgeschichtlich von Bedeutung | 09296529 |
| Weitere Bilder                          | Einzeldenkmal der Sachgesamtheit Siedlung Alt-Lößnig (Obj. 09299644, Bornaische Straße 97, 99, 101): Mietshaus | Leisniger Straße 10 (Karte)                                                  | 1909 (Mehrfamilienwohnhaus) | Ziegel-Putz-Fassade, Obergeschoss zum Teil verschiefert, Balkons, Teil der Wohnsiedlung Alt-Lößnig, baugeschichtlich und sozialgeschichtlich von Bedeutung | 09296661 |
| Weitere Bilder                          | Einzeldenkmal der Sachgesamtheit Siedlung Alt-Lößnig (Obj. 09299644, Bornaische Straße 97, 99, 101): Mietshaus in offener Bebauung | Leisniger Straße 11 (Karte)                                                  | 1909 (Mehrfamilienwohnhaus) | Mittelrisalit, ornamental dekorierte Ziegel-Putz-Fassade, Balkons, Teil der Wohnsiedlung Alt-Lößnig, baugeschichtlich und sozialgeschichtlich von Bedeutung | 09296532 |
| Weitere Bilder                          | Einzeldenkmal der Sachgesamtheit Siedlung Alt-Lößnig (Obj. 09299644, Bornaische Straße 97, 99, 101): Doppelmietshaus | Leisniger Straße 12; 14 (Karte)                                              | 1909 (Doppelmietshaus) | breiter Mittelgiebel, ornamental dekorierte Ziegel-Putz-Fassade, Balkons, Teil der Wohnsiedlung Alt Lößnig, baugeschichtlich und sozialgeschichtlich von Bedeutung | 09296533 |
| Weitere Bilder                          | Einzeldenkmal der Sachgesamtheit Siedlung Alt-Lößnig (Obj. 09299644, Bornaische Straße 97, 99, 101): Doppelmietshaus | Leisniger Straße 13; 15 (Karte)                                              | 1909 (Doppelmietshaus) | ornamental dekorierte Ziegel-Putz-Fassade, Giebel verschiefert, Balkons, Teil der Wohnsiedlung Alt Lößnig, baugeschichtlich und sozialgeschichtlich von Bedeutung | 09296531 |
| Weitere Bilder                          | Einzeldenkmal der Sachgesamtheit Siedlung Alt-Lößnig (Obj. 09299644, Bornaische Straße 97, 99, 101): Doppelmietshaus | Leisniger Straße 16; 18 (Karte)                                              | 1909 (Doppelmietshaus) | dekorative Ziegel-Putz-Fassade, Obergeschoss verschiefert, Balkons, Teil der Wohnsiedlung Alt-Lößnig, baugeschichtlich und sozialgeschichtlich von Bedeutung | 09296534 |
| Weitere Bilder                          | Einzeldenkmal der Sachgesamtheit Siedlung Alt-Lößnig (Obj. 09299644, Bornaische Straße 97, 99, 101): Mietshaus in Ecklage | Leisniger Straße 17 (Karte)                                                  | 1909 (Mehrfamilienwohnhaus) | übergiebelter Mittelrisalit, ornamental dekorierte Ziegel-Putz-Fassade, Balkons, Teil der Wohnsiedlung Alt-Lößnig, baugeschichtlich und sozialgeschichtlich von Bedeutung | 09296530 |
| Weitere Bilder                          | Einzeldenkmal der Sachgesamtheit Siedlung Alt-Lößnig (Obj. 09299644, Bornaische Straße 97, 99, 101): Mietshaus in Ecklage | Leisniger Straße 20 (Karte)                                                  | 1909 (Mehrfamilienwohnhaus) | Mittelrisalit mit Türmchen, dekorative Ziegel-Putz-Fassade, Obergeschoss zum Teil verschiefert, Balkons, Teil der Wohnsiedlung Alt-Lößnig, baugeschichtlich und sozialgeschichtlich von Bedeutung | 09296535 |
| Weitere Bilder                          | Einzeldenkmal der Sachgesamtheit Siedlung Alt-Lößnig (Obj. 09299644, Bornaische Straße 97, 99, 101): Mietshaus in offener Bebauung | Liechtensteinstraße 2 (Karte)                                                | 1903–1904 (Mehrfamilienwohnhaus) | ornamental dekorierte Ziegel-Putz-Fassade mit Bruchsteinsockel, Fachwerk-Giebel, Teil der Wohnsiedlung Alt-Lößnig, baugeschichtlich und sozialgeschichtlich von Bedeutung | 09296033 |
| Weitere Bilder                          | Einzeldenkmal der Sachgesamtheit Siedlung Alt-Lößnig (Obj. 09299644, Bornaische Straße 97, 99, 101): Dreifachmietshaus | Liechtensteinstraße 4; 6; 8 (Karte)                                          | 1908 (Mehrfamilienwohnhaus) | Ziegel-Putz-Fassade mit Putzspiegeln, ornamentalen Ziegelblenden und Bruchsteinsockel, zum Teil verschiefert, Balkons, Teil der Wohnsiedlung Alt-Lößnig, baugeschichtlich und sozialgeschichtlich von Bedeutung | 09296029 |
| Direkt Bild zu diesem Denkmal hochladen | Mietshauszeile (mit vier Eingängen) in offener Bebauung, mit Vorgärten | Liechtensteinstraße 9; 11; 13; 15 (Karte)                                    | 1928–1929 (Wohnblock) | zeittypische Putz-Klinker-Fassade, baugeschichtlich von Bedeutung Mit Nummer 17/19, 21/23, 25/27/29/31 und 33/35/37/39: Wohngruppen I, II und III sowie VI und VII der die Siedlung Alt-Lößnig umschließenden Randbebauung an Dürr- und Liechtensteinstraße, errichtet 1928–1929 als Typenbauten des städtischen Wohnungsbauprogramms nach Plänen von Stadtbaurat Hubert Ritter. Fünf im Verhältnis zum Straßenraum auf erhöhtem Gelände in Ziegelbauweise errichtete dreigeschossige Baublöcke mit Klinkersockel, farbigem Edelputz, breiter Rohziegelbänderung und Walmdach. In den Geschossen pro Eingang zwei Typenwohnungen des Bauprogramms 1928 mit Küche, Bad und Austritt. Die aus vier Häusern gebildeten Gruppen I–III enthalten in den äußeren Abschnitten geschossweise zwei Dreizimmerwohnungen des Typs II mit 61,5, in den mittleren Abschnitten zwei Vierzimmerwohnungen des Typs III mit 74,5 m² Wohnfläche. Die Küchenaustritte sind als Loggien in die Fassaden integriert, bei Wohnungstyp II an der Rück-, bei Typ III an der Vorderseite. Die beiden aus zwei Häusern bestehenden Blöcke VI und VII geschossweise und pro Eingang mit zwei Dreizimmerwohnungen des Typs VI von 74 m² Wohnfläche, die ebenfalls als Loggien angelegten Küchenaustritte befinden sich hier rückseitig. Vor den Gruppen zu den Straßen abfallende Vorgärten mit ziegelgemauerten Einfassungen. | 09296701 |
| Weitere Bilder                          | Einzeldenkmal der Sachgesamtheit Siedlung Alt-Lößnig (Obj. 09299644, Bornaische Straße 97, 99, 101): Mietshaus | Liechtensteinstraße 10 (Karte)                                               | 1908 (Mehrfamilienwohnhaus) | Ziegel-Putz-Fassade mit Putzspiegeln, ornamentalen Ziegelblenden und Bruchsteinsockel, Teil der Wohnsiedlung Alt-Lößnig, baugeschichtlich und sozialgeschichtlich von Bedeutung | 09296028 |
| Weitere Bilder                          | Einzeldenkmal der Sachgesamtheit Siedlung Alt-Lößnig (Obj. 09299644, Bornaische Straße 97, 99, 101): Dreifachmietshaus in offener Bebauung | Liechtensteinstraße 12; 14; 16 (Karte)                                       | 1908 (Mehrfamilienwohnhaus) | Ziegel-Putz-Fassade mit Putzspiegeln, ornamentalen Ziegelblenden und Bruchsteinsockel, Balkons, Teil der Wohnsiedlung Alt-Lößnig, baugeschichtlich und sozialgeschichtlich von Bedeutung | 09296027 |
| Direkt Bild zu diesem Denkmal hochladen | Mietshauszeile (mit zwei Eingängen) in offener Bebauung, mit Vorgärten | Liechtensteinstraße 17; 19 (Karte)                                           | 1928–1929 (Wohnblock) | zeittypische Putz-Klinker-Fassade, baugeschichtlich von Bedeutung s. Nummer 9–15. | 09296704 |
| Weitere Bilder                          | Einzeldenkmal der Sachgesamtheit Siedlung Alt-Lößnig (Obj. 09299644, Bornaische Straße 97, 99, 101): Dreifachmietshaus (mit Pohlentzstraße 15 und 17) in Ecklage | Liechtensteinstraße 18 (Karte)                                               | 1908 (Mehrfamilienwohnhaus) | Ziegel-Putz-Fassade, zum Teil verschiefert, Balkons, baugeschichtlich und sozialgeschichtlich von Bedeutung | 09296663 |
| Direkt Bild zu diesem Denkmal hochladen | Mietshauszeile (mit zwei Eingängen) in offener Bebauung, mit Vorgärten | Liechtensteinstraße 21; 23 (Karte)                                           | 1928–1929 (Wohnblock) | zeittypische Putz-Klinker-Fassade, baugeschichtlich von Bedeutung s. Nummer 9–15. | 09296703 |
| Direkt Bild zu diesem Denkmal hochladen | Mietshauszeile (mit vier Eingängen) in offener Bebauung, mit Vorgärten | Liechtensteinstraße 25; 27; 29; 31 (Karte)                                   | 1928 (Wohnblock) | zeittypische Putz-Klinker-Fassade, baugeschichtlich von Bedeutung | 09296705 |
| Direkt Bild zu diesem Denkmal hochladen | Mietshauszeile (mit vier Eingängen) in offener Bebauung, mit Vorgärten | Liechtensteinstraße 33; 35; 37; 39 (Karte)                                   | 1928–1929 (Wohnblock) | zeittypische Putz-Klinker-Fassade, baugeschichtlich von Bedeutung s. Nummer 9–15. | 09296700 |
| Weitere Bilder                          | Handschwengelpumpe mit Brunnenschacht und Abdeckplatte | Lobstädter Straße (Karte)                                                    | 1912 (Handschwengelpumpe) | vor Lobstädter Straße 9 und in Ecklage Ernst-Toller-Straße, Typ Vogelkäfig, ortsgeschichtlich von Bedeutung Gusseiserne Handschwengelpumpe und Abdeckplatte des Typs Vogelkäfig vor Nummer 9 in Höhe Ernst-Toller-Straße, Handschwengelpumpe wird zur Zeit rekonstruiert (LWB) | 09296547 |
| Weitere Bilder                          | Einzeldenkmal der Sachgesamtheit Siedlung Alt-Lößnig (Obj. 09299644, Bornaische Straße 97, 99, 101): Mietshaus in Ecklage | Lobstädter Straße 1 (Karte)                                                  | 1903–1904 (Mehrfamilienwohnhaus) | Ziegel-Putz-Fassade, Eckturm, Holzbalkons, Teil der Wohnsiedlung Alt-Lößnig, baugeschichtlich und sozialgeschichtlich von Bedeutung | 09296539 |
| Weitere Bilder                          | Einzeldenkmal der Sachgesamtheit Siedlung Alt-Lößnig (Obj. 09299644, Bornaische Straße 97, 99, 101): Mietshaus in Ecklage | Lobstädter Straße 2 (Karte)                                                  | 1902–1903 (Mehrfamilienwohnhaus) | Ziegel-Putz-Fassade, Holzbalkons, Teil der Wohnsiedlung Alt-Lößnig, baugeschichtlich und sozialgeschichtlich von Bedeutung | 09296540 |
| Weitere Bilder                          | Einzeldenkmal der Sachgesamtheit Siedlung Alt-Lößnig (Obj. 09299644, Bornaische Straße 97, 99, 101): Mietshaus | Lobstädter Straße 3 (Karte)                                                  | 1903–1904 (Mehrfamilienwohnhaus) | Mittelrisalit, mehrere Giebel, zum Teil in Fachwerk, Balkons, Teil der Wohnsiedlung Alt-Lößnig, baugeschichtlich und sozialgeschichtlich von Bedeutung | 09296538 |
| Weitere Bilder                          | Einzeldenkmal der Sachgesamtheit Siedlung Alt-Lößnig (Obj. 09299644, Bornaische Straße 97, 99, 101): Doppelmietshaus | Lobstädter Straße 4; 6 (Karte)                                               | 1902–1903 (Mehrfamilienwohnhaus) | Ziegel-Putz-Fassade, zwei flache Risalite mit Zwerchgiebeln, Teil der Wohnsiedlung Alt-Lößnig, baugeschichtlich und sozialgeschichtlich von Bedeutung | 09296541 |
| Weitere Bilder                          | Einzeldenkmal der Sachgesamtheit Siedlung Alt-Lößnig (Obj. 09299644, Bornaische Straße 97, 99, 101): Doppelmietshaus | Lobstädter Straße 5; 7 (Karte)                                               | 1903–1904 (Doppelmietshaus) | dekorative Ziegel-Putz-Fassade, Fachwerkgiebel, Balkons, Teil der Wohnsiedlung Alt-Lößnig, baugeschichtlich und sozialgeschichtlich von Bedeutung | 09296537 |
| Weitere Bilder                          | Einzeldenkmal der Sachgesamtheit Siedlung Alt-Lößnig (Obj. 09299644, Bornaische Straße 97, 99, 101): Doppelmietshaus | Lobstädter Straße 8; 10 (Karte)                                              | 1902–1903 (Doppelmietshaus) | Ziegel-Putz-Fassade, zwei breite Risalite, Teil der Wohnsiedlung Alt-Lößnig, baugeschichtlich und sozialgeschichtlich von Bedeutung | 09296536 |
| Weitere Bilder                          | Einzeldenkmal der Sachgesamtheit Siedlung Alt-Lößnig (Obj. 09299644, Bornaische Straße 97, 99, 101): Mietshaus in Ecklage | Lobstädter Straße 9 (Karte)                                                  | 1903–1904 (Mehrfamilienwohnhaus) | dekorative Ziegel-Putz-Fassade, Eckturm, Mittelrisalit mit Fachwerk-Giebel, hölzerne Balkons, Teil der Wohnsiedlung Alt-Lößnig, baugeschichtlich und sozialgeschichtlich von Bedeutung | 09296546 |
| Weitere Bilder                          | Einzeldenkmal der Sachgesamtheit Siedlung Alt-Lößnig (Obj. 09299644, Bornaische Straße 97, 99, 101): Doppelmietshaus | Lobstädter Straße 11; 13 (Karte)                                             | 1909 (Doppelmietshaus) | dekorative Ziegel-Putz-Fassade, Balkons, Teil der Wohnsiedlung Alt-Lößnig, baugeschichtlich und sozialgeschichtlich von Bedeutung | 09296548 |
| Weitere Bilder                          | Einzeldenkmal der Sachgesamtheit Siedlung Alt-Lößnig (Obj. 09299644, Bornaische Straße 97, 99, 101): Mietshaus in Ecklage | Lobstädter Straße 12 (Karte)                                                 | 1902–1903 (Mehrfamilienwohnhaus) | Ziegel-Putz-Fassade, polygonaler Eckturm, Mittelrisalit mit Fachwerkgiebel, Holzbalkons, Teil der Wohnsiedlung Alt-Lößnig, baugeschichtlich und sozialgeschichtlich von Bedeutung | 09296542 |
| Weitere Bilder                          | Einzeldenkmal der Sachgesamtheit Siedlung Alt-Lößnig (Obj. 09299644, Bornaische Straße 97, 99, 101): Kinderbetreuungseinrichtung (ehemals Verwaltungsgebäude mit Siedlungsverwaltung, Gaststätte, Kinderbewahranstalt und Wannenbad), mit Toreinfahrt und Einfriedung | Lobstädter Straße 14a; 14b (Karte)                                           | 1910–1911 (Kinderkrippe) | Putzfassade, erhöhter Mitteltrakt, niedrigere Seitenbauten, begrünter Hof, baugeschichtlich und sozialgeschichtlich von Bedeutung | 09296543 |
| Weitere Bilder                          | Einzeldenkmal der Sachgesamtheit Siedlung Alt-Lößnig (Obj. 09299644, Bornaische Straße 97, 99, 101): Mietshaus in offener Bebauung | Lobstädter Straße 15 (Karte)                                                 | 1909 (Mehrfamilienwohnhaus) | dekorative Ziegel-Putz-Fassade, Teil der Siedlung Alt-Lößnig, baugeschichtlich und sozialgeschichtlich von Bedeutung | 09296516 |
| Weitere Bilder                          | Einzeldenkmal der Sachgesamtheit Siedlung Alt-Lößnig (Obj. 09299644, Bornaische Straße 97, 99, 101): Dreifachmietshaus | Lobstädter Straße 16; 18; 20 (Karte)                                         | 1910–1911 (Mehrfamilienwohnhaus) | Mittelgiebel mit Fachwerk, dekorative Ziegel-Putz-Fassade, Balkons, zwei übergiebelte Seitenrisalite, Teil der Wohnsiedlung Alt-Lößnig, baugeschichtlich und sozialgeschichtlich von Bedeutung | 09296544 |
| Weitere Bilder                          | Einzeldenkmal der Sachgesamtheit Siedlung Alt-Lößnig (Obj. 09299644, Bornaische Straße 97, 99, 101): Dreifachmietshaus | Lobstädter Straße 17; 19; 21 (Karte)                                         | 1909 (Mehrfamilienwohnhaus) | dekorativ gestaltete Ziegel-Putz-Fassade, zum Teil verschiefert, Balkons, Teil der Wohnsiedlung Alt-Lößnig, baugeschichtlich und sozialgeschichtlich von Bedeutung | 09296549 |
| Weitere Bilder                          | Einzeldenkmal der Sachgesamtheit Siedlung Alt-Lößnig (Obj. 09299644, Bornaische Straße 97, 99, 101): Doppelmietshaus in Ecklage | Lobstädter Straße 22; 24 (Karte)                                             | 1910–1911 (Doppelmietshaus) | dekorativ gestaltete Ziegel-Putz-Fassade, Risalite mit vorgelegten Balkons, Teil der Wohnsiedlung Alt-Lößnig, baugeschichtlich und sozialgeschichtlich von Bedeutung | 09296545 |
| Weitere Bilder                          | Einzeldenkmal der Sachgesamtheit Siedlung Alt-Lößnig (Obj. 09299644, Bornaische Straße 97, 99, 101): Mietshaus in offener Bebauung in Ecklage | Lobstädter Straße 23 (Karte)                                                 | 1909 (Mehrfamilienwohnhaus) | übergiebelter Mittelrisalit, dekorative Ziegel-Putz-Fassade, Ecktürmchen, Obergeschoss zum Teil verschiefert, Teil der Wohnsiedlung Alt-Lößnig, baugeschichtlich und sozialgeschichtlich von Bedeutung | 09296550 |
| Weitere Bilder                          | Einzeldenkmal der Sachgesamtheit Städtische Wohnanlage »Rundling« (Obj. 09296605, Siegfriedplatz 1–16): Mietshauszeile in offener Bebauung | Nibelungenring 1; 3; 5; 7; 9; 11 (Karte)                                     | 1929–1930 (Mehrfamilienwohnhaus) | dreigeschossig, leicht gekrümmt dem Straßenverlauf folgend, Teil der Nibelungensiedlung, nüchterne Putzfassade, Flachdach, bemerkenswerte Wohnanlage im Stil der Moderne, Architekt: Stadtbaurat Hubert Ritter, baugeschichtlich, städtebaulich und künstlerisch von Bedeutung | 09305524 |
| Weitere Bilder                          | Einzeldenkmal der Sachgesamtheit Städtische Wohnanlage »Rundling« (Obj. 09296605, Siegfriedplatz 1–16): Mietshauszeile in offener Bebauung | Nibelungenring 2; 4; 6 (Karte)                                               | 1929–1930 (Mehrfamilienwohnhaus) | dreigeschossig, in leichter Krümmung der kreisförmigen Anlage angepasst, Teil der Nibelungensiedlung, nüchterne Putzfassade, Flachdach, bemerkenswerte Wohnanlage im Stil der Moderne, Architekt: Stadtbaurat Hubert Ritter, baugeschichtlich, städtebaulich und künstlerisch von Bedeutung | 09296597 |
| Weitere Bilder                          | Einzeldenkmal der Sachgesamtheit Städtische Wohnanlage »Rundling« (Obj. 09296605, Siegfriedplatz 1–16): Mietshauszeile in offener Bebauung | Nibelungenring 8; 10 (Karte)                                                 | 1929–1930 (Mehrfamilienwohnhaus) | dreigeschossig, in leichter Krümmung der kreisförmigen Anlage angepasst, Teil der Nibelungensiedlung, nüchterne Putzfassade, Flachdach, bemerkenswerte Wohnanlage im Stil der Moderne, Architekt: Stadtbaurat Hubert Ritter, baugeschichtlich, städtebaulich und künstlerisch von Bedeutung | 09296598 |
| Weitere Bilder                          | Einzeldenkmal der Sachgesamtheit Städtische Wohnanlage »Rundling« (Obj. 09296605, Siegfriedplatz 1–16): Mietshauszeile in offener Bebauung | Nibelungenring 13; 15; 23 (Karte)                                            | 1929–1930 (Mehrfamilienwohnhaus) | kriegsbeschädigte Hauszeile (Nummer 17/19/21 rekonstruiert), dreigeschossig, leicht gekrümmt dem Straßenverlauf folgend, Teil der Nibelungensiedlung, nüchterne Putzfassade, Flachdach, bemerkenswerte Wohnanlage im Stil der Moderne, Architekt: Stadtbaurat Hubert Ritter, baugeschichtlich, städtebaulich und künstlerisch von Bedeutung | 09296606 |
| Weitere Bilder                          | Einzeldenkmal der Sachgesamtheit Städtische Wohnanlage »Rundling« (Obj. 09296605, Siegfriedplatz 1–16): Mietshauszeile in offener Bebauung | Nibelungenring 16; 18 (Karte)                                                | 1929–1930 (Mehrfamilienwohnhaus) | dreigeschossig, in leichter Krümmung der kreisförmigen Anlage angepasst, Teil der Nibelungensiedlung, nüchterne Putzfassade, Flachdach, bemerkenswerte Wohnanlage im Stil der Moderne, Architekt: Stadtbaurat Hubert Ritter, baugeschichtlich, städtebaulich und künstlerisch von Bedeutung | 09296599 |
| Weitere Bilder                          | Einzeldenkmal der Sachgesamtheit Städtische Wohnanlage »Rundling« (Obj. 09296605, Siegfriedplatz 1–16): Mietshauszeile in offener Bebauung | Nibelungenring 20; 22 (Karte)                                                | 1929–1930 (Mehrfamilienwohnhaus) | dreigeschossig, in leichter Krümmung der kreisförmigen Anlage angepasst, Teil der Nibelungensiedlung, nüchterne Putzfassade, Flachdach, bemerkenswerte Wohnanlage im Stil der Moderne, Architekt: Stadtbaurat Hubert Ritter, baugeschichtlich, städtebaulich und künstlerisch von Bedeutung | 09296600 |
| Weitere Bilder                          | Einzeldenkmal der Sachgesamtheit Städtische Wohnanlage »Rundling« (Obj. 09296605, Siegfriedplatz 1–16): Mietshauszeile in offener Bebauung | Nibelungenring 24; 26; 28 (Karte)                                            | 1929–1930 (Mehrfamilienwohnhaus) | dreigeschossig, in leichter Krümmung der kreisförmigen Anlage angepasst, Teil der Nibelungensiedlung, nüchterne Putzfassade, Flachdach, bemerkenswerte Wohnanlage im Stil der Moderne, Architekt: Stadtbaurat Hubert Ritter, baugeschichtlich, städtebaulich und künstlerisch von Bedeutung | 09296601 |
| Weitere Bilder                          | Einzeldenkmal der Sachgesamtheit Städtische Wohnanlage »Rundling« (Obj. 09296605, Siegfriedplatz 1–16): Mietshauszeile in offener Bebauung | Nibelungenring 25; 27; 29 (Karte)                                            | 1929–1930 (Mehrfamilienwohnhaus) | dreigeschossig, leicht gekrümmt dem Straßenverlauf folgend, Teil der Nibelungensiedlung, nüchterne Putzfassade, Flachdach, bemerkenswerte Wohnanlage im Stil der Moderne, Architekt: Stadtbaurat Hubert Ritter, baugeschichtlich, städtebaulich und künstlerisch von Bedeutung | 09296608 |
| Weitere Bilder                          | Einzeldenkmal der Sachgesamtheit Städtische Wohnanlage »Rundling« (Obj. 09296605, Siegfriedplatz 1–16): Mietshauszeile in offener Bebauung | Nibelungenring 30; 32; 34 (Karte)                                            | 1929–1930 (Mehrfamilienwohnhaus) | dreigeschossig, in leichter Krümmung der kreisförmigen Anlage angepasst, Teil der Nibelungensiedlung, nüchterne Putzfassade, Flachdach, bemerkenswerte Wohnanlage im Stil der Moderne, Architekt: Stadtbaurat Hubert Ritter, baugeschichtlich, städtebaulich und künstlerisch von Bedeutung | 09296602 |
| Weitere Bilder                          | Einzeldenkmal der Sachgesamtheit Städtische Wohnanlage »Rundling« (Obj. 09296605, Siegfriedplatz 1–16): Mietshauszeile in offener Bebauung | Nibelungenring 33; 35; 37; 39; 41; 43; 45 (Karte)                            | 1929–1930 (Mehrfamilienwohnhaus) | dreigeschossig, Nummer 31 nach Kriegszerstörung rekonstruiert, leicht gekrümmt dem Straßenverlauf folgend, Teil der Nibelungensiedlung, nüchterne Putzfassade, Flachdach, bemerkenswerte Wohnanlage im Stil der Moderne, Architekt: Stadtbaurat Hubert Ritter, baugeschichtlich, städtebaulich und künstlerisch von Bedeutung | 09296609 |
| Weitere Bilder                          | Einzeldenkmal der Sachgesamtheit Städtische Wohnanlage »Rundling« (Obj. 09296605, Siegfriedplatz 1–16): Mietshauszeile in offener Bebauung | Nibelungenring 36; 38 (Karte)                                                | 1929–1930 (Wohnanlage) | | 09296603 |
| Weitere Bilder                          | Einzeldenkmal der Sachgesamtheit Städtische Wohnanlage »Rundling« (Obj. 09296605, Siegfriedplatz 1–16): Mietshauszeile in offener Bebauung | Nibelungenring 40; 42 (Karte)                                                | 1929–1930 (Mehrfamilienwohnhaus) | dreigeschossig, in leichter Krümmung der kreisförmigen Anlage angepasst, Teil der Nibelungensiedlung, nüchterne Putzfassade, Flachdach, bemerkenswerte Wohnanlage im Stil der Moderne, Architekt: Stadtbaurat Hubert Ritter, baugeschichtlich, städtebaulich und künstlerisch von Bedeutung | 09296604 |
| Weitere Bilder                          | Einzeldenkmal der Sachgesamtheit Städtische Wohnanlage »Rundling« (Obj. 09296605, Siegfriedplatz 1–16): Mietshauszeile in offener Bebauung | Nibelungenring 47; 49; 51; 53; 55; 57 (Karte)                                | 1929–1930 (Mehrfamilienwohnhaus) | dreigeschossig, leicht gekrümmt dem Straßenverlauf folgend, Teil der Nibelungensiedlung, nüchterne Putzfassade, Flachdach, bemerkenswerte Wohnanlage im Stil der Moderne, Architekt: Stadtbaurat Hubert Ritter, baugeschichtlich, städtebaulich und künstlerisch von Bedeutung | 09296610 |
| Weitere Bilder                          | Einzeldenkmal der Sachgesamtheit Städtische Wohnanlage »Rundling« (Obj. 09296605, Siegfriedplatz 1–16): Mietshauszeile in offener Bebauung | Nibelungenring 52; 54; 56 (Karte)                                            | 1929–1930 (Mehrfamilienwohnhaus) | dreigeschossig, in leichter Krümmung der kreisförmigen Anlage angepasst, Teil der Nibelungensiedlung, nüchterne Putzfassade, Flachdach, bemerkenswerte Wohnanlage im Stil der Moderne, Architekt: Stadtbaurat Hubert Ritter, baugeschichtlich, städtebaulich und künstlerisch von Bedeutung | 09296613 |
| Weitere Bilder                          | Einzeldenkmal der Sachgesamtheit Städtische Wohnanlage »Rundling« (Obj. 09296605, Siegfriedplatz 1–16): Mietshauszeile in offener Bebauung | Nibelungenring 59; 61; 63; 65; 67; 69 (Karte)                                | 1929–1930 (Mehrfamilienwohnhaus) | dreigeschossig, leicht gekrümmt dem Straßenverlauf folgend, Teil der Nibelungensiedlung, nüchterne Putzfassade, Flachdach, bemerkenswerte Wohnanlage im Stil der Moderne, Architekt: Stadtbaurat Hubert Ritter, baugeschichtlich, städtebaulich und künstlerisch von Bedeutung | 09296611 |
| Weitere Bilder                          | Einzeldenkmal der Sachgesamtheit Städtische Wohnanlage »Rundling« (Obj. 09296605, Siegfriedplatz 1–16): Mietshauszeile in offener Bebauung | Nibelungenring 83; 85; 87; 89; 91; 93 (Karte)                                | 1929–1930 (Mehrfamilienwohnhaus) | dreigeschossig, leicht gekrümmt dem Straßenverlauf folgend, Teil der Nibelungensiedlung, nüchterne Putzfassade, Flachdach, bemerkenswerte Wohnanlage im Stil der Moderne, Architekt: Stadtbaurat Hubert Ritter, baugeschichtlich, städtebaulich und künstlerisch von Bedeutung | 09296612 |
| Direkt Bild zu diesem Denkmal hochladen | Mietshauszeile in offener Bebauung, mit Vorgarten | Ortrunweg 21; 23 (Karte)                                                     | 1930–1931 (Mehrfamilienwohnhaus) | nüchterne Putzfassade mit Ziegelsockel und Ziegelrahmung der Eingänge, Erweiterung der Nibelungen-Siedlung »Der Rundling«, Wohnanlage im Stil der Moderne, Architekt: Stadtbaudirektor Max Reimann, baugeschichtlich und städtebaulich von Bedeutung | 09296618 |
| Direkt Bild zu diesem Denkmal hochladen | Mietshauszeile in offener Bebauung, mit Vorgarten | Ortrunweg 22; 24 (Karte)                                                     | 1930–1931 (Mehrfamilienwohnhaus) | nüchterne Putzfassade mit Ziegelsockel und Ziegelrahmung der Eingänge, Erweiterung der Nibelungen-Siedlung »Der Rundling«, Wohnanlage im Stil der Moderne, Architekt: Stadtbaudirektor Max Reimann, baugeschichtlich und städtebaulich von Bedeutung | 09296068 |
| Weitere Bilder                          | Einzeldenkmal der Sachgesamtheit Siedlung Alt-Lößnig (Obj. 09299644, Bornaische Straße 97, 99, 101): Mietshaus in Ecklage | Pohlentzstraße 1 (Karte)                                                     | 1909 (Mehrfamilienwohnhaus) | Ziegel-Putz-Fassade, zum Teil überputzt, Eckturm-Obergeschoss verschiefert, Balkons, Teil der Wohnsiedlung Alt-Lößnig, baugeschichtlich und sozialgeschichtlich von Bedeutung | 09296662 |
| Weitere Bilder                          | Einzeldenkmal der Sachgesamtheit Siedlung Alt-Lößnig (Obj. 09299644, Bornaische Straße 97, 99, 101): Mietshaus | Pohlentzstraße 2 (Karte)                                                     | 1908 (Mehrfamilienwohnhaus) | dekorative Ziegel-Putz-Fassade, Balkons, Teil der Wohnsiedlung Alt-Lößnig, baugeschichtlich und sozialgeschichtlich von Bedeutung | 09296523 |
| Weitere Bilder                          | Einzeldenkmal der Sachgesamtheit Siedlung Alt-Lößnig (Obj. 09299644, Bornaische Straße 97, 99, 101): Dreifachmietshaus | Pohlentzstraße 3; 5; 7 (Karte)                                               | 1909 (Mehrfamilienwohnhaus) | dekorative Ziegel-Putz-Fassade, ein Giebel verschiefert, Balkons, Teil der Wohnsiedlung Alt-Lößnig, baugeschichtlich und sozialgeschichtlich von Bedeutung | 09296521 |
| Weitere Bilder                          | Einzeldenkmal der Sachgesamtheit Siedlung Alt-Lößnig (Obj. 09299644, Bornaische Straße 97, 99, 101): Dreifachmietshaus | Pohlentzstraße 4; 6; 8 (Karte)                                               | 1908 (Mehrfamilienwohnhaus) | dekorativ gestaltete Ziegel-Putz-Fassade, Balkons, Teil der Wohnsiedlung Alt-Lößnig, baugeschichtlich und sozialgeschichtlich von Bedeutung | 09296524 |
| Weitere Bilder                          | Einzeldenkmal der Sachgesamtheit Siedlung Alt-Lößnig (Obj. 09299644, Bornaische Straße 97, 99, 101): Dreifachmietshaus | Pohlentzstraße 9; 11; 13 (Karte)                                             | 1909 (Mehrfamilienwohnhaus) | Mittelturm mit Welscher Haube, dekorative Ziegel-Putz-Fassade, Fachwerkgiebel, Balkons, Teil der Wohnsiedlung Alt-Lößnig, baugeschichtlich und sozialgeschichtlich von Bedeutung | 09296522 |
| Weitere Bilder                          | Einzeldenkmal der Sachgesamtheit Siedlung Alt-Lößnig (Obj. 09299644, Bornaische Straße 97, 99, 101): Doppelmietshaus | Pohlentzstraße 10; 12 (Karte)                                                | 1908 (Doppelmietshaus) | ornamental dekorierte Ziegel-Putz-Fassade, ein Giebel verschiefert, Balkons, Teil der Wohnsiedlung Alt-Lößnig, baugeschichtlich und sozialgeschichtlich von Bedeutung | 09296525 |
| Weitere Bilder                          | Einzeldenkmal der Sachgesamtheit Siedlung Alt-Lößnig (Obj. 09299644, Bornaische Straße 97, 99, 101): Mietshaus in Ecklage | Pohlentzstraße 14 (Karte)                                                    | 1908 (Mehrfamilienwohnhaus) | breiter übergiebelter Risalit, ornamental dekorierte Ziegel-Putz-Fassade, Balkons, Teil der Wohnsiedlung Alt-Lößnig, baugeschichtlich und sozialgeschichtlich von Bedeutung | 09296526 |
| Weitere Bilder                          | Einzeldenkmal der Sachgesamtheit Siedlung Alt-Lößnig (Obj. 09299644, Bornaische Straße 97, 99, 101): Dreifachmietshaus (mit Liechtensteinstraße 18) in Ecklage | Pohlentzstraße 15; 17 (Karte)                                                | 1908 (Mehrfamilienwohnhaus) | Ziegel-Putz-Fassade mit dekorativen Putzstrukturen, Balkons, Teil der Wohnsiedlung Alt-Lößnig, baugeschichtlich und sozialgeschichtlich von Bedeutung | 09296520 |
| Weitere Bilder                          | Kirche (mit Ausstattung) | Raschwitzer Straße (Karte)                                                   | 1877 (Kirche), 1877 (8 Stühle), 1877 (Kruzifix), 1884 (Kruzifix), 1495 (Große Glocke)                                               | Saalkirche mit Giebeltürmchen, niedrigerem Chor und runder Apsis, im Rundbogenstil des 19. Jahrhunderts, baugeschichtlich und ortsgeschichtlich von Bedeutung Gethsemanekirche, evangelisch-lutherische Pfarrkirche für Lößnig, nach Plänen des Baumeisters und Architekten Hugo Altendorff 1877 anstelle der ein Jahr zuvor wegen Baufälligkeit abgerissenen, im Kern mittelalterlichen Dorfkirche errichtet. Schlichter verputzter Ziegelbau in neoromanischen Formen mit Sandsteingliederungen als flachgedeckter Rechtecksaal mit eingezogenem, von Sakristei und Taufkapelle flankiertem Chor und halbrunder Apsis. Das Langhaus lisenengegliedert. An der nach Osten zur Bornaischen Straße weisenden Giebelseite der Haupteingang als gestuftes Rundbogenportal mit bekrönendem Wimperg, darüber ein erkerartig vorspringender Giebelturm mit doppelter Klangarkade und steilem Walmdach. Das Innere mit umlaufender Holzempore auf eisernen Stützen. Eine Ausmalung durch Paul Edlich von 1927 ist nicht erhalten, stattdessen Neuausmalung von 1977. Zur Ausstattung gehören ein Kruzifix über dem Altar, 1884 von Franz Schneider, welches 1977 aus der Markuskirche hierher gekommen ist, die Kanzel als eine Tischlerarbeit der Erbauungszeit, der Taufstein aus Sandstein von 1589, ein die Geißelung Christi zeigendes Ölgemälde von Christian Simon aus dem Jahr 1667 und die 1878 von Conrad Geißler gebaute Orgel. | 09296061 |
| Direkt Bild zu diesem Denkmal hochladen | Mietshaus in halboffener Bebauung | Raschwitzer Straße 1 (Karte)                                                 | 1886–1887 (Mietshaus) | mit Hausdurchgang und ehemals Gaststätte, historisierende Putzfassade, Lage unmittelbar gegenüber Gethsemanekirche, baugeschichtlich von Bedeutung 1886–1887 entstand auf dem Grundstück des Materialwarenhändlers und Lößniger Gemeinderatsmitgliedes Theodor Adolph Langer ein Eckwohnhaus (ehemals Dorfweg), beantragt sind ferner eine Restauration mit „Branntweinschank“. Auf der Entwurfszeichnung ein Stempel des Zivilingenieurs Robert Thienemann (Entwurf?). Zwei Jahre später Antrag auf eine Schweineschlächterei, um den Restaurantgästen frisch geschlachtete Fleischwaren anbieten zu können, im Dezember 1950 Vorhabenanzeige für den Umbau der Gaststätte (Zum Gambrinus) in zwei Wohnungen. Durch den Hausbau wurde seinerzeit der in unmittelbarer Nähe befindliche ‚Gemeindebrunnen mit dem saubersten Wasser’ unbrauchbar (Infiltrierung von Abortabwässern). Der gedrungen wirkende Putzbau in Korrespondenz zur Lößniger Kirche mit sparsamem gründerzeitlichem Fassadendekor, Putz- und Sandsteingliederung, der wirkungsvolle Dachgeschossausbau an der Gebäudeecke nicht mehr vorhanden. Erdgeschoss mit Hausdurchgang, Küche, Laden und Gastzimmer – ab 1889 auch Wurstküche. Zwei Wohnungen jeweils in den oberen Etagen mit Korridor, Küche und zwei bzw. drei Stuben. LfD/2007 | 09299238 |
| Direkt Bild zu diesem Denkmal hochladen | Wohnhaus | Raschwitzer Straße 2 (Karte)                                                 | 1710 (Wohnhaus) | nahe der Gethsemanekirche, mit Fachwerkobergeschoss und Satteldach, als Poststation mit Ausspanne und Gasthof errichtet, baugeschichtlich und ortsgeschichtlich von Bedeutung Den stattlichen Fachwerkbau an der Einfahrt von der Bornaischen Straße zum ehemaligen Rittergut ließ der Rittergutsbesitzer und sächsischen Oberpostmeister Johann Jakob Kees d. J. 1710 als Poststation mit Ausspanne und Gasthof errichten. Nach Auflösung der Poststation Mitte des 19. Jahrhunderts nur noch Gasthof. 1874 Umbau zu Wohnzwecken (Pächterwohnhaus) durch die Lößniger Industriegesellschaft, aus dieser Zeit wohl der Ziegelunterbau und das Dach. | 09296059 |
| Weitere Bilder                          | Inspektorenhaus, Toreinfahrt, Gutsmauer und Tagelöhnerhaus eines ehemaligen Rittergutes | Raschwitzer Straße 4 (Karte)                                                 | um 1860/1870 (Gutsverwalterhaus), 1824 Dendro (Gesindehaus), bezeichnet 1892 (Toreinfahrt)                                          | Tagelöhnerhaus als Lehmwellermassivhaus (1824), ab 1892 Stadtgut, auf dem Areal eines frühdeutschen Burgwart-Mittelpunktes, auf dem einstigen Gelände der Gutsziegelei heute Elektrizitätswerk (siehe Bornaische Straße 120), ortsgeschichtlich von Bedeutung | 09296060 |
| Direkt Bild zu diesem Denkmal hochladen | Elektrizitätswerk (Anschriften: Bornaische Straße 120 und Raschwitzer Straße 10) mit Maschinenhaus, Kesselhaus einschließlich Kesselhausanbauten und Ausstattung, zwei Schornsteinstümpfen, Kohlenlagerhalle mit Brückenkran, Magazingebäude und Verwaltungsgebäude mit Garten, Schalt- und Umspannhaus einschließlich Ausstattung und Verbindungsbrücke zum Maschinenhaus, Verwaltungsgebäude einschließlich Ausstattung, Vorgarten nebst Pflaster (Nebenanlage) und Einfriedung (Raschwitzer Straße 10), Bahninstandhaltungsgebäude und Stützmauer des Bahndamms, Pförtnerhaus, Einfriedungen mit Toreinfahrt, Pflasterung einschließlich Schienenresten | Raschwitzer Straße 10 (Karte)                                                | 1908–1910 (Kohlekraftwerk), 1908–1910 (Kesselhaus), 1908–1910 (Maschinenhaus), um 1925 (Kesselhausanbau), um 1930 (Kesselhausanbau) | bedeutende Zeugnisse aus der Anfangszeit der Leipziger Elektrizitätsversorgung, Maschinenhaus nach einem Brand 1963 nur noch in Teilen erhalten (Schalthausanbau), zusammen mit den sechs im Stadtgebiet erhaltenen Unterwerken die zweite Ausbaustufe der städtischen Stromerzeugungs- und -verteilungsanlagen dokumentierend, Kohlenlagerhalle sowie Kesselhaus mit zwei Schornsteinstümpfen dabei auf die Braunkohlenverstromung am Standort hinweisend, bauzeitliche Reste des Maschinenhauses sowie Kesselhaus samt Anbauten in gelber Klinkerbauweise mit Rundbogen- und Thermenfenstern, Schmuckfriesen und Turmaufsätzen, ebenso die Kohlenlagerhalle, Magazin- und Verwaltungsgebäude an der Mühlpleiße im Landhausstil, Kraftwerkskomplex von großer stadtgeschichtlicher, technikgeschichtlicher und baugeschichtlicher Bedeutung, im Kesselhaus erhaltene Teile der bauzeitlichen Kesselanlagen darüber hinaus von Seltenheitswert Nachdem das 1895 in Betrieb genommene städtische Kohlekraftwerk Nord an der Eutritzscher Straße bereits kurz nach der Jahrhundertwende dem steigenden Strombedarf in Leipzig nicht mehr gerecht werden konnte, entstand zwischen 1908 und 1910 auf dem Gelände der ehemaligen Lößniger Gutsziegelei das sogenannte Südwerk. Dem aufgrund des eigenen Bahnanschlusses, der einfachen Kessel- und Kühlwasserentnahme aus der vorbeifließenden Mühlpleiße sowie günstiger Braunkohleversorgung aus dem nahegelegenen Tiefbauschacht Dölitz strategisch günstig gelegenen neuen Hauptwerk waren sechs über das Stadtgebiet verteilte Unterwerke (u. a. Ecksteinstraße 40/Bornaische Straße 53 und Schenkendorfstraße 30/32) zugeordnet, die den erzeugten Strom an die Endverbraucher verteilten. Wesentliche Teile der bis heute erhaltenen baulichen und technischen Anlagen gehören dabei zum Erstbestand des nach Plänen des bekannten Leipziger Architekturbüros Händel & Franke errichteten Kraftwerkskomplexes, darunter Maschinenhaus, Kesselhaus, Kohlenlagerhalle, Magazingebäude, ein Verwaltungsgebäude, eine Zählerwerkstatt und ein Pförtnerhaus. Die Fläche zwischen Maschinenhaus und Bornaischer Straße war für spätere bauliche Erweiterungen vorgesehen und zwischenzeitlich mit Rasenflächen und Anpflanzungen gestaltet (heute verbaut). Zwischen Magazin- und Verwaltungsgebäude sowie Mühlpleiße entstand eine Gartenanlage. In der Folgezeit wurde das Kraftwerk aufgrund der kontinuierlichen Erweiterung bzw. Umgestaltung der technischen Anlagen um ein Schalt- und Umspannhaus (1919/1920, mit Verbindungsbrücke zum Maschinenhaus, um 1935 erweitert), eine Zentralkohlenmal- und Trocknungsanlage (1925–1927, heute Bildungszentrum) sowie ein weiteres Verwaltungsgebäude mit großzügiger Schaltwarte (1940) ergänzt. Der bauzeitliche Schornstein am Südgiebel des Kesselhauses sowie ein weiterer, bereits 1912–1913 dort ergänzter Schornstein wurden in den 1940er-Jahren oder wenig später Zeiten abgebrochen, seither versahen zwei größere Schlote, ein 1926/1927 am Nordgiebel sowie ein 1942 in der Mitte des Kesselhauses aufgemauerter Schornstein, die Ableitung der Rauchgase. Ab 1958 folgte eine Umrüstung des Elektrizitätswerks, seit 1949 (bis 1990) als Kraftwerk „Ernst Thälmann“ bezeichnet, zum Heizkraftwerk. 1963 wurde das Maschinenhaus durch einen Brand zum Teil zerstört, noch im selben Jahr aber eine neue Maschinenhalle unter Einbezug alter Substanz fertiggestellt und der Kraftwerksbetrieb erneut aufgenommen. Nach 1990 begann die Umrüstung auf erdgasbefeuerte Dampferzeuger, die braunkohlenbefeuerten Anlagen wurden 1996 stillgelegt und zum Teil beseitigt (z. B. 1998/1999 Teilabbruch der Schornsteine sowie Abbruch der über die Bahnschienen geführten Kohlenförderanlage zwischen Kohlenlagerhalle und Kesselhaus). Seit der Einstellung der Strom- und Fernwärmeerzeugung am Standort 1998 dient das ehemalige Kraftwerk nur noch der Einspeisung von Fernwärme aus dem Kraftwerk Lippendorf. In ihrer Formensprache beeindruckend sind die für den Betrieb des Kraftwerks zentralen Gebäude: Der Schalthausanbau des bauzeitlichen Maschinenhauses am Südgiebel der Maschinenhalle von 1963, das baulich anschließende Kesselhaus sowie die großzügige Kohlenlagerhalle auf der anderen Seite des Bahndammes zeigen sich als beeindruckende Massivbauten aus gelben Klinkern, die Fassaden werden u. a. durch farbige Ziegelschmuckfriese, große Rundbogenfenster und Türmchenaufsätze geprägt. Der Südgiebel des Kessel- und Maschinenhausblocks (insbesondere der Schalthausanbau) ist dabei aufgrund der imposanten Thermenfensterarchitektur hervorzuheben. Trotz aller Veränderungen sind die einstigen Funktionsbereiche des Kraftwerks bis heute klar erkennbar, so dass der Standort für sich ein bedeutendes Zeugnis der Braunkohlenverstromung darstellt. Im Inneren blieben u. a. wertvolle Teile der bauzeitlichen Kesselanlage, eine DDR-zeitliche Schaltwarte sowie zugehörige Schaltanlagen erhalten und stärken den besonderen technikgeschichtlichen Wert des Ensembles. Zusammen mit weiteren in Leipzig überlieferten Haupt- und Unterwerken dokumentiert das ehem. Südwerk außerdem einen Teil des zur Stromverteilung im Stadtgebiet notwendigen Verteilernetzes und begründet damit auch einen stadt- und versorgungsgeschichtlichen Wert. LfD/2019  | 09296519 |
| Weitere Bilder                          | Villa mit Garten | Raschwitzer Straße 15b (Karte)                                               | 1890–1891 (Villa) | Putzfassade mit Fachwerk, im altdeutschen Stil, ausgesprochen malerischer Bau am Pleißemühlgraben, der sich mit seinem vielfach durchgliederten Baukörper in die idyllische Landschaft am Ufer der Mühlpleiße einfügt, baugeschichtlich und ortsgeschichtlich von Bedeutung Zwei Villen, 1890 und 1891 nach Plänen von Carl Weichardt auf dem Areal der ehemaligen Rittergutsmühle und späteren Papierfabrik für Mitglieder der Familie Limburger errichtet. Beide sind ausgesprochen malerische Bauten, die sich mit vielfach durchgliederten Baukörpern in die damals idyllische Landschaft am Ufer des Flüsschens einfügten. Haus Nummer 15b (für Julius Limburger) greift mit überdachter Außentreppe, Galerie, Altan, Erkern und Turm mit spitzer Haube (abgetragen) „altdeutsche“ Bauformen auf. Dazu gehörte auch der wappengeschmückte Festsaal im Erdgeschoss, als einstiges Lagergebäude der Papierfabrik mit in den Villenbau integriert. Das Gebäude Im Limburgerpark 11/12 für Clothilde Tauchnitz, geb. Limburger, offenbart in Dachform und Baugruppierung das Vorbild englischer Landhäuser. Hier erschließt eine durch alle Geschosse gehende ovale Halle mit umlaufenden, von romanisierenden Säulenstellungen getragener Galerie alle Räume. Auch hier gibt es einen „mittelalterlichen“ Treppenturm mit Wendeltreppe. Die Wirtschaftsräume befanden sich im aufgesockelten Souterrain. Trotz der späteren Umnutzung (seit 1950er Jahren Internat der Ingenieurschule für Bauwesen) ist die Innenausstattung dieser Villa zu großen Teilen erhalten. Die Parkanlage jedoch ist durch spätere Neubauten dieser Schule zerstört. Ein ovaler Swimmingpool stammt aus dem Jahre 1927. | 09296062 |
| Weitere Bilder                          | Apelstein Nr. 33 (N) | Rembrandtplatz (Karte)                                                       | 1863 (Gedenkstein) | in Ecklage Liechtensteinstraße und Bornaische Straße, Gedenkstein zur Erinnerung an die Kämpfe der Völkerschlacht bei Leipzig 1813, polnische und französische Verbände unter Poniatowski, Augereau und Oudinot gegen österreichische Truppen, Standort des Originalsteins heute am Torhaus Dölitz (Helenenstraße 24) im Ortsteil Dölitz-Dösen, geschichtlich von Bedeutung Apelstein Nummer 33. Inschrift Nordseite: „Poniatowski Augereau VII. u. XIX. Corps Oudinot III. u. IV Division der jungen Garde 30000 Mann“, Südseite: „Schlacht bei Leipzig 18. October 1813/ 33/ Dr. Theodor Apel 1863“. (S. auch Dölitz, Bornaische Straße 215) | 09296237 |
| Weitere Bilder                          | Denkmal zur Erinnerung an die Kämpfe der Völkerschlacht bei Leipzig | Rembrandtplatz (Karte)                                                       | bezeichnet 1913 (Denkmal) | doppelköpfiger Adler in Bronze auf hohem Muschelkalksteinsockel, seitlich zwei hängende Lorbeerkränze in Bronze, frontal eine Bronzetafel mit Widmungsinschrift, geschichtlich von Bedeutung, zur Erinnerung an die in der Völkerschlacht gefallenen Österreicher; siehe Österreicherdenkmal | 09296674 |
| Weitere Bilder                          | Platzanlage | Rembrandtplatz (Karte)                                                       | nach 1903 (Platz) | begrünter Schmuckplatz mit Österreicher-Denkmal (Objekt 09296674) und Apelstein Nummer 33 (Objekt 09296237), angelegt im Zusammenhang mit der Wohnsiedlung Alt-Lößnig, ortsentwicklungsgeschichtlich und gartenkünstlerisch von Bedeutung | 09296560 |
| Weitere Bilder                          | Einzeldenkmal der Sachgesamtheit Siedlung Alt-Lößnig (Obj. 09299644, Bornaische Straße 97, 99, 101): Doppelmietshaus | Rembrandtplatz 2; 4 (Karte)                                                  | 1902–1903 (Doppelmietshaus) | Ziegel-Putz-Fassade, Fachwerk-Giebel, zwei halbrunde Risalite mit flacher Haube, Balkons, Teil der Wohnsiedlung Alt-Lößnig, baugeschichtlich und sozialgeschichtlich von Bedeutung | 09296561 |
| Weitere Bilder                          | Einzeldenkmal der Sachgesamtheit Siedlung Alt-Lößnig (Obj. 09299644, Bornaische Straße 97, 99, 101): Mietshaus in Ecklage | Rembrandtplatz 6 (Karte)                                                     | 1902–1903 (Mehrfamilienwohnhaus) | Ladenanbau an der Rembrandtstraße, Ziegel-Putz-Fassade, Ecke abgerundet, drei Fachwerk-Giebel, Balkons, Teil der Wohnsiedlung Alt-Lößnig, baugeschichtlich und sozialgeschichtlich von Bedeutung | 09296562 |
| Direkt Bild zu diesem Denkmal hochladen | Einzeldenkmal der Sachgesamtheit Alter Friedhof Lößnig (Obj. 09305528): Kapelle, Denkmal für die Gefallenen des 1. Weltkrieges und einige Grabmale | Rembrandtstraße (Karte)                                                      | um 1880 (Friedhofskapelle), nach 1918 (Gefallenendenkmal)                                                                           | kleine quadratische Friedhofsanlage, neogotische Friedhofskapelle, ortsgeschichtlich von Bedeutung | 09296623 |
| Direkt Bild zu diesem Denkmal hochladen | Sachgesamtheit Alter Friedhof Lößnig, mit folgenden Einzeldenkmalen: Kapelle, Denkmal für die Gefallenen des 1. Weltkrieges und einige Grabmale (Obj. 09296623) | Rembrandtstraße (Karte)                                                      | 1843 (Friedhof) | kleine quadratische Friedhofsanlage, neogotische Friedhofskapelle, ortsgeschichtlich von Bedeutung | 09305528 |
| Weitere Bilder                          | Einzeldenkmal der Sachgesamtheit Siedlung Alt-Lößnig (Obj. 09299644, Bornaische Straße 97, 99, 101): Mietshaus | Rembrandtstraße 25 (Karte)                                                   | 1902–1903 (Mehrfamilienwohnhaus) | ornamental dekorierte Ziegel-Putz-Fassade mit Bruchsteinsockel, Balkons, Teil der Wohnsiedlung Alt-Lößnig, baugeschichtlich und sozialgeschichtlich von Bedeutung | 09296034 |
| Weitere Bilder                          | Einzeldenkmal der Sachgesamtheit Siedlung Alt-Lößnig (Obj. 09299644, Bornaische Straße 97, 99, 101): Mietshaus in Ecklage | Rembrandtstraße 27 (Karte)                                                   | 1902–1903 (Mehrfamilienwohnhaus) | Eckbetonung durch abgeschrägte Front mit Balkons, ornamental dekorierte Ziegel-Putz-Fassade mit Bruchsteinsockel, Teil der Wohnsiedlung Alt-Lößnig, baugeschichtlich und sozialgeschichtlich von Bedeutung | 09296035 |
|                                         | Einzeldenkmal der Sachgesamtheit Siedlung Alt-Lößnig (Obj. 09299644, Bornaische Straße 97, 99, 101): Doppelmietshaus (Ernst-Toller-Straße 7 und Rembrandtstraße 28) in Ecklage | Rembrandtstraße 28 (Karte)                                                   | um 1903/1910 (Mehrfamilienwohnhaus)                                                                                                 | mit zwei seitlichen Ladenanbauten, abgerundete Ecke, niedrige Türmchen, Fachwerkgiebel, Teil der Wohnsiedlung Alt-Lößnig, baugeschichtlich und sozialgeschichtlich von Bedeutung | 09296559 |
| Weitere Bilder                          | Einzeldenkmal der Sachgesamtheit Siedlung Alt-Lößnig (Obj. 09299644, Bornaische Straße 97, 99, 101): Mietshaus in Ecklage | Rembrandtstraße 29 (Karte)                                                   | 1902–1903 (Mehrfamilienwohnhaus) | Eckbetonung durch abgeschrägte Front mit Balkons, ornamental dekorierte Ziegel-Putz-Fassade mit Bruchsteinsockel, Teil der Wohnsiedlung Alt-Lößnig, baugeschichtlich und sozialgeschichtlich von Bedeutung | 09296036 |
| Weitere Bilder                          | Einzeldenkmal der Sachgesamtheit Siedlung Alt-Lößnig (Obj. 09299644, Bornaische Straße 97, 99, 101): Mietshaus | Rembrandtstraße 31 (Karte)                                                   | 1912 (Mehrfamilienwohnhaus) | Putzfassade, im Reformstil, Teil der Wohnsiedlung Alt-Lößnig, baugeschichtlich und sozialgeschichtlich von Bedeutung | 09296037 |
| Weitere Bilder                          | Einzeldenkmal der Sachgesamtheit Siedlung Alt-Lößnig (Obj. 09299644, Bornaische Straße 97, 99, 101): Doppelmietshaus | Rembrandtstraße 33; 35 (Karte)                                               | 1912 (Doppelmietshaus) | Putzfassade, zwei verschieferte Giebel, im Reformstil, Teil der Wohnsiedlung Alt-Lößnig, baugeschichtlich und sozialgeschichtlich von Bedeutung | 09296038 |
| Weitere Bilder                          | Einzeldenkmal der Sachgesamtheit Siedlung Alt-Lößnig (Obj. 09299644, Bornaische Straße 97, 99, 101): Mietshaus | Rembrandtstraße 37 (Karte)                                                   | 1912 (Mehrfamilienwohnhaus) | Putzfassade, im Reformstil, Teil der Wohnsiedlung Alt-Lößnig, baugeschichtlich und sozialgeschichtlich von Bedeutung | 09296039 |
| Weitere Bilder                          | Einzeldenkmal der Sachgesamtheit Siedlung Alt-Lößnig (Obj. 09299644, Bornaische Straße 97, 99, 101): Mietshaus in Ecklage | Rembrandtstraße 39 (Karte)                                                   | 1912 (Mehrfamilienwohnhaus) | Putzfassade, Fachwerk-Giebel, Teil der Wohnsiedlung Alt-Lößnig, spiegelbildlich zu Röthische Straße 14, baugeschichtlich und sozialgeschichtlich von Bedeutung | 09296040 |
| Weitere Bilder                          | Einzeldenkmal der Sachgesamtheit Siedlung Alt-Lößnig (Obj. 09299644, Bornaische Straße 97, 99, 101): Mietshaus in Ecklage | Röthische Straße 1 (Karte)                                                   | 1902–1903 (Mehrfamilienwohnhaus) | ornamental dekorierte Ziegel-Putz-Fassade mit Bruchsteinsockel, Balkons, Teil der Wohnsiedlung Alt-Lößnig, baugeschichtlich und sozialgeschichtlich von Bedeutung | 09296046 |
| Weitere Bilder                          | Einzeldenkmal der Sachgesamtheit Siedlung Alt-Lößnig (Obj. 09299644, Bornaische Straße 97, 99, 101): Mietshaus in Ecklage | Röthische Straße 2 (Karte)                                                   | 1902–1903 (Mehrfamilienwohnhaus) | Eckbetonung durch abgeschrägte Front mit Balkons und Giebel, kleiner Dachreiter, ornamental dekorierte Ziegel-Putz-Fassade mit Bruchsteinsockel, Teil der Wohnsiedlung Alt-Lößnig, baugeschichtlich und sozialgeschichtlich von Bedeutung | 09296045 |
| Weitere Bilder                          | Einzeldenkmal der Sachgesamtheit Siedlung Alt-Lößnig (Obj. 09299644, Bornaische Straße 97, 99, 101): Doppelmietshaus in offener Bebauung | Röthische Straße 3; 5 (Karte)                                                | 1902–1903 (Doppelmietshaus) | ornamental dekorierte Ziegel-Putz-Fassade mit Bruchsteinsockel, Fachwerkgiebel, Holzbalkons, Teil der Wohnsiedlung Alt-Lößnig, baugeschichtlich und sozialgeschichtlich von Bedeutung | 09296047 |
| Weitere Bilder                          | Einzeldenkmal der Sachgesamtheit Siedlung Alt-Lößnig (Obj. 09299644, Bornaische Straße 97, 99, 101): Doppelmietshaus | Röthische Straße 4; 6 (Karte)                                                | 1912 (Doppelmietshaus) | Putzfassade, im Reformstil, Teil der Wohnsiedlung Alt-Lößnig, baugeschichtlich und sozialgeschichtlich von Bedeutung | 09296044 |
| Weitere Bilder                          | Einzeldenkmal der Sachgesamtheit Siedlung Alt-Lößnig (Obj. 09299644, Bornaische Straße 97, 99, 101): Doppelmietshaus | Röthische Straße 7; 9 (Karte)                                                | 1910–1911 (Doppelmietshaus) | Ziegel-Putz-Fassade mit Bruchsteinsockel, Fachwerk-Giebel, Teil der Wohnsiedlung Alt-Lößnig, baugeschichtlich und sozialgeschichtlich von Bedeutung | 09296048 |
| Weitere Bilder                          | Einzeldenkmal der Sachgesamtheit Siedlung Alt-Lößnig (Obj. 09299644, Bornaische Straße 97, 99, 101): Mietshaus | Röthische Straße 8 (Karte)                                                   | 1912 (Mehrfamilienwohnhaus) | Putzfassade, im Reformstil, Teil der Wohnsiedlung Alt-Lößnig, baugeschichtlich und sozialgeschichtlich von Bedeutung | 09296043 |
| Weitere Bilder                          | Einzeldenkmal der Sachgesamtheit Siedlung Alt-Lößnig (Obj. 09299644, Bornaische Straße 97, 99, 101): Doppelmietshaus | Röthische Straße 10; 12 (Karte)                                              | 1912 (Doppelwohnhaus) | Putzfassade, im Reformstil, Teil der Wohnsiedlung Alt-Lößnig, baugeschichtlich und sozialgeschichtlich von Bedeutung | 09296042 |
| Weitere Bilder                          | Einzeldenkmal der Sachgesamtheit Siedlung Alt-Lößnig (Obj. 09299644, Bornaische Straße 97, 99, 101): Dreifachmietshaus | Röthische Straße 11; 13; 15 (Karte)                                          | 1910–1911 (Mehrfamilienwohnhaus) | Ziegel-Putz-Fassade mit Bruchsteinsockel, Balkons, Teil der Wohnsiedlung Alt-Lößnig, baugeschichtlich und sozialgeschichtlich von Bedeutung | 09296049 |
| Weitere Bilder                          | Einzeldenkmal der Sachgesamtheit Siedlung Alt-Lößnig (Obj. 09299644, Bornaische Straße 97, 99, 101): Mietshaus in offener Bebauung in Ecklage | Röthische Straße 14 (Karte)                                                  | 1908 (Mehrfamilienwohnhaus) | Putzfassade, Fachwerk-Giebel, Teil der Wohnsiedlung Alt-Lößnig, spiegelbildlich zu Rembrandtstraße 39, baugeschichtlich und sozialgeschichtlich von Bedeutung | 09296041 |
| Weitere Bilder                          | Einzeldenkmal der Sachgesamtheit Siedlung Alt-Lößnig (Obj. 09299644, Bornaische Straße 97, 99, 101): Doppelmietshaus | Röthische Straße 17; 19 (Karte)                                              | 1910–1911 (Doppelmietshaus) | Ziegel-Putz-Fassade mit Bruchsteinsockel, Fachwerk-Giebel, Teil der Wohnsiedlung Alt-Lößnig, baugeschichtlich und sozialgeschichtlich von Bedeutung | 09296050 |
| Weitere Bilder                          | Einzeldenkmal der Sachgesamtheit Siedlung Alt-Lößnig (Obj. 09299644, Bornaische Straße 97, 99, 101): Dreifachmietshaus (mit Teichgräberstraße 18) in Ecklage | Röthische Straße 21; 23 (Karte)                                              | 1910–1911 (Doppelmietshaus) | Putzfassade mit Spiegeln, im Reformstil, Teil der Wohnsiedlung Alt-Lößnig, baugeschichtlich und sozialgeschichtlich von Bedeutung | 09296051 |
| Weitere Bilder                          | Einzeldenkmal der Sachgesamtheit Städtische Wohnanlage »Rundling« (Obj. 09296605, Siegfriedplatz 1–16): Mietshauszeile in offener Bebauung | Siegfriedplatz 1; 2; 3; 4 (Karte)                                            | 1929–1930 (Mehrfamilienwohnhaus) | in starker Innenkrümmung der Platzanlage angepasst, Teil der Nibelungensiedlung, nüchterne Putzfassade, Flachdach, bemerkenswerte Wohnanlage im Stil der Moderne, Architekt: Stadtbaurat Hubert Ritter, baugeschichtlich, städtebaulich und künstlerisch von Bedeutung | 09296593 |
| Direkt Bild zu diesem Denkmal hochladen | Sachgesamtheit Städtische Wohnanlage »Rundling«, mit folgenden Einzeldenkmalen: Mietshauszeilen Brunhildstraße (Nr. 1, 3, 5 – Obj. 09296621, Nr. 2, 4 – Obj. 09296620), Dürrstraße (Nr. 71, 73 – Obj. 09296622), Nibelungenring (Nr. 1, 3, 5, 7, 9, 11 – Obj. 09305524, Nr. 2, 4, 6 – Obj. 09296597, Nr. 8, 10 – Obj. 09296598, Nr. 13, 15, 23 – Obj. 09296606, Nr. 16, 18 – Obj. 09296599, Nr. 20, 22 – Obj. 09296600, Nr. 24, 26, 28 – Obj. 09296601, Nr. 25, 27, 29 – Obj. 09296608, Nr. 30, 32, 34 – Obj. 09296602, Nr. 33, 35, 37, 39, 41, 43, 45 – Obj. 09296609, Nr. 36, 38 – Obj. 09296603, Nr. 40, 42 – Obj. 09296604, Nr. 47, 49, 51, 53, 55, 57 – Obj. 09296610, Nr. 52, 54, 56 – Obj. 09296613, Nr. 59, 61, 63, 65, 67, 69 – Obj. 09296611, Nr. 83, 85, 87, 89, 91, 93 – Obj. 09296612) und Siegfriedplatz (Nr. 1, 2, 3, 4 – Obj. 09296593, Nr. 5, 7, 8 – Obj. 09296594, Nr. 9, 10, 11, 12 – Obj. 09296595, Nr. 13, 14, 15, 16 – Obj. 09296596) und den Mietshäusern (kopierende Neubauten nach Kriegszerstörung) als Sachgesamtheitsteile: Dürrstraße 69, Nibelungenring 12, 14, 17, 19, 21, 31, 44, 46, 48, 50, 71, 73, 75, 77, 79 und Siegfriedplatz 6, weiterhin mit der Platzanlage Siegfriedplatz und dem Siedlungsgrün | Siegfriedplatz 1; 2; 3; 4; 5; 6; 7; 8; 9; 10; 11; 12; 13; 14; 15; 16 (Karte) | 1929–1930 (Wohnanlage) | bemerkenswerte Wohnanlage im Stil der Moderne, Architekt: Stadtbaurat Hubert Ritter, baugeschichtlich, städtebaulich und künstlerisch von Bedeutung | 09296605 |
| Weitere Bilder                          | Einzeldenkmal der Sachgesamtheit Städtische Wohnanlage »Rundling« (Obj. 09296605, Siegfriedplatz 1–16): Mietshauszeile in offener Bebauung | Siegfriedplatz 5; 7; 8 (Karte)                                               | 1929–1930 (Mehrfamilienwohnhaus) | in starker Innenkrümmung der Platzanlage angepasst, Teil der Nibelungensiedlung, nüchterne Putzfassade, Flachdach, bemerkenswerte Wohnanlage im Stil der Moderne, Architekt: Stadtbaurat Hubert Ritter, baugeschichtlich, städtebaulich und künstlerisch von Bedeutung | 09296594 |
| Weitere Bilder                          | Einzeldenkmal der Sachgesamtheit Städtische Wohnanlage »Rundling« (Obj. 09296605, Siegfriedplatz 1–16): Mietshauszeile in offener Bebauung | Siegfriedplatz 9; 10; 11; 12 (Karte)                                         | 1929–1930 (Mehrfamilienwohnhaus) | in starker Innenkrümmung der Platzanlage angepasst, Teil der Nibelungensiedlung, nüchterne Putzfassade, Flachdach, bemerkenswerte Wohnanlage im Stil der Moderne, Architekt: Stadtbaurat Hubert Ritter, baugeschichtlich, städtebaulich und künstlerisch von Bedeutung | 09296595 |
| Weitere Bilder                          | Einzeldenkmal der Sachgesamtheit Städtische Wohnanlage »Rundling« (Obj. 09296605, Siegfriedplatz 1–16): Mietshauszeile in offener Bebauung | Siegfriedplatz 13; 14; 15; 16 (Karte)                                        | 1929–1930 (Mehrfamilienwohnhaus) | in starker Innenkrümmung der Platzanlage angepasst, Teil der Nibelungensiedlung, nüchterne Putzfassade, Flachdach, bemerkenswerte Wohnanlage im Stil der Moderne, Architekt: Stadtbaurat Hubert Ritter, baugeschichtlich, städtebaulich und künstlerisch von Bedeutung | 09296596 |
| Weitere Bilder                          | Einzeldenkmal der Sachgesamtheit Siedlung Alt-Lößnig (Obj. 09299644, Bornaische Straße 97, 99, 101): Dreifachmietshaus | Teichgräberstraße 2; 4; 6 (Karte)                                            | um 1905 (Mehrfamilienwohnhaus) | Ziegel-Putz-Fassade mit Bruchsteinsockel, Balkons, Teil der Wohnsiedlung Alt-Lößnig, baugeschichtlich und sozialgeschichtlich von Bedeutung | 09296055 |
| Weitere Bilder                          | Einzeldenkmal der Sachgesamtheit Siedlung Alt-Lößnig (Obj. 09299644, Bornaische Straße 97, 99, 101): Doppelmietshaus (mit Zehmischstraße 2) in Ecklage | Teichgräberstraße 3 (Karte)                                                  | 1910–1911 (Doppelmietshaus) | dekorativ gestaltete Ziegel-Putz-Fassade, Fachwerkgiebel, Teil der Siedlung Alt-Lößnig, baugeschichtlich und sozialgeschichtlich von Bedeutung | 09296056 |
| Weitere Bilder                          | Einzeldenkmal der Sachgesamtheit Siedlung Alt-Lößnig (Obj. 09299644, Bornaische Straße 97, 99, 101): Doppelmietshaus | Teichgräberstraße 5; 7 (Karte)                                               | 1902–1903 (Doppelmietshaus) | ornamental dekorierte Ziegel-Putz-Fassade mit Bruchsteinsockel, Fachwerkgiebel, Teil der Wohnsiedlung Alt-Lößnig, baugeschichtlich und sozialgeschichtlich von Bedeutung | 09296058 |
| Weitere Bilder                          | Einzeldenkmal der Sachgesamtheit Siedlung Alt-Lößnig (Obj. 09299644, Bornaische Straße 97, 99, 101): Doppelmietshaus | Teichgräberstraße 8; 10 (Karte)                                              | 1910–1911 (Doppelmietshaus) | Putzfassade mit Putzspiegeln, Balkons, im Reformstil, Teil der Wohnsiedlung Alt-Lößnig, baugeschichtlich und sozialgeschichtlich von Bedeutung | 09296054 |
| Weitere Bilder                          | Einzeldenkmal der Sachgesamtheit Siedlung Alt-Lößnig (Obj. 09299644, Bornaische Straße 97, 99, 101): Dreifachmietshaus | Teichgräberstraße 12; 14; 16 (Karte)                                         | 1910–1911 (Mehrfamilienwohnhaus) | Ziegel-Putz-Fassade mit Bruchsteinsockel, Balkons, Teil der Wohnsiedlung Alt-Lößnig, baugeschichtlich und sozialgeschichtlich von Bedeutung | 09296053 |
| Weitere Bilder                          | Einzeldenkmal der Sachgesamtheit Siedlung Alt-Lößnig (Obj. 09299644, Bornaische Straße 97, 99, 101): Dreifachmietshaus (mit Röthische Straße 21/23) in Ecklage | Teichgräberstraße 18 (Karte)                                                 | 1910–1911 (Mehrfamilienwohnhaus) | Putzfassade mit Spiegeln, im Reformstil, Teil der Wohnsiedlung Alt-Lößnig, baugeschichtlich und sozialgeschichtlich von Bedeutung | 09296052 |
| Weitere Bilder                          | Einzeldenkmal der Sachgesamtheit Siedlung Alt-Lößnig (Obj. 09299644, Bornaische Straße 97, 99, 101): Doppelmietshaus in Ecklage | Zehmischstraße 1; 3 (Karte)                                                  | 1910–1911 (Doppelmietshaus) | dekorative Ziegel-Putz-Fassade, verschieferte Dachausbauten mit Türmchen und geschweiftem Giebel, Balkons, Teil der Wohnsiedlung Alt-Lößnig, baugeschichtlich und sozialgeschichtlich von Bedeutung | 09296566 |
| Weitere Bilder                          | Einzeldenkmal der Sachgesamtheit Siedlung Alt-Lößnig (Obj. 09299644, Bornaische Straße 97, 99, 101): Doppelmietshaus (mit Teichgräberstraße 3) in Ecklage | Zehmischstraße 2 (Karte)                                                     | 1910–1911 (Doppelmietshaus) | dekorative Ziegel-Putz-Fassade, verschieferter Dachausbau, Balkons, Teil der Wohnsiedlung Alt-Lößnig, baugeschichtlich und sozialgeschichtlich von Bedeutung | 09296057 |
| Weitere Bilder                          | Einzeldenkmal der Sachgesamtheit Siedlung Alt-Lößnig (Obj. 09299644, Bornaische Straße 97, 99, 101): Doppelmietshaus in Ecklage | Zehmischstraße 4; 6 (Karte)                                                  | 1910–1911 (Doppelmietshaus) | Ziegel-Putz-Fassade, Fachwerkgiebel, schieferverkleideter Eckturm, Balkons, Teil der Wohnsiedlung Alt-Lößnig, baugeschichtlich und sozialgeschichtlich von Bedeutung | 09296565 |
| Weitere Bilder                          | Einzeldenkmal der Sachgesamtheit Siedlung Alt-Lößnig (Obj. 09299644, Bornaische Straße 97, 99, 101): Dreifachmietshaus in Ecklage | Zehmischstraße 5; 7; 9 (Karte)                                               | 1910–1911 (Mehrfamilienwohnhaus) | Ziegel-Putz-Fassade mit dekorativer Putzornamentik, Risalite mit Balkons, Teil der Wohnsiedlung Alt-Lößnig, baugeschichtlich und sozialgeschichtlich von Bedeutung | 09296564 |
| Weitere Bilder                          | Einzeldenkmal der Sachgesamtheit Siedlung Alt-Lößnig (Obj. 09299644, Bornaische Straße 97, 99, 101): Mietshaus | Zehmischstraße 11 (Karte)                                                    | 1910–1911 (Mehrfamilienwohnhaus) | Ziegel-Putz-Fassade mit dekorativer Putzornamentik, Balkons, Teil der Wohnsiedlung Alt-Lößnig, baugeschichtlich und sozialgeschichtlich von Bedeutung | 09296563 |

## Ehemalige Kulturdenkmale
| Bild                                    | Bezeichnung | Lage                          | Datierung              | Beschreibung                                                                                           | ID       |
| --------------------------------------- | ----------- | ----------------------------- | ---------------------- | --- | -------- |
| Direkt Bild zu diesem Denkmal hochladen | Villa       | Bornaische Straße 136 (Karte) | 1892 (Villa)           | Villa mit Einfriedung, Vorgarten und Garten (Gebäude im Landhausstil)                                  | 09296065 |
| Weitere Bilder                          | Mietshaus   | Nibelungenring 23 (Karte)     | 1929–1930 (Wohnanlage) | Mietshaus Bebauung in Ecklage Kriemhildstraße (dreigeschossig; Teil der Nibelungensiedlung „Rundling“) | 09296607 |